# Organisation défensive du Royaume-Uni pendant la Seconde Guerre mondiale
Pour l'histoire militaire, voir Histoire militaire du Royaume-Uni pendant la Seconde Guerre mondiale.
L'organisation défensive du Royaume-Uni durant la Seconde Guerre mondiale est la résultante de l'ensemble des mesures instaurées en Grande-Bretagne par le gouvernement de Winston Churchill — le « cabinet de guerre » — pour faire face à la menace d'une invasion militaire amphibie et aéroportée par les armées du Troisième Reich après la défaite alliée à l'issue de la bataille de France de mai-juin 1940 mais également pour faire face à la guerre aérienne menée par l'Allemagne nazie contre le Royaume-Uni jusqu'à la fin du conflit. Elle a entraîné une mobilisation des militaires et de la population civile de toutes les classes sociales sur une très grande échelle en réponse à la menace d'invasion par les forces armées allemandes en 1940 et 1941.

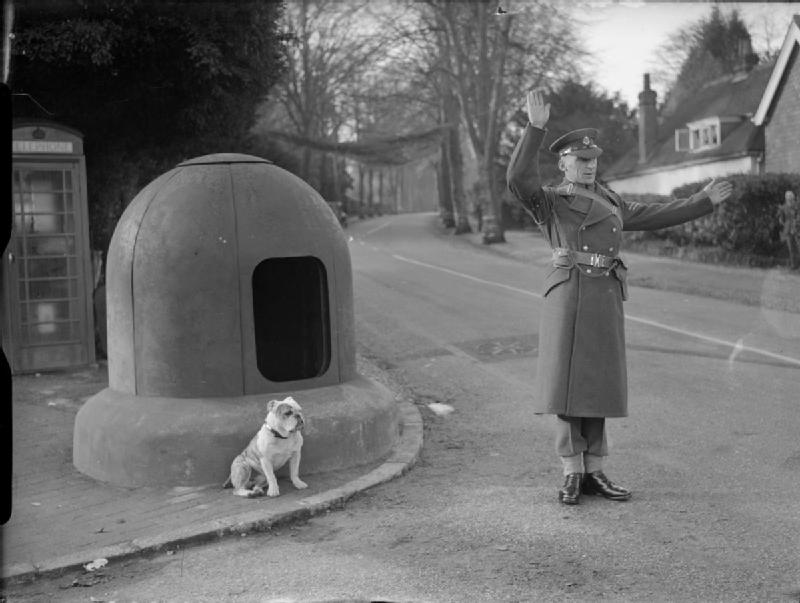
Le Royaume-Uni sur la défensive. Novembre 1940.

Fin mai 1940, le Royaume-Uni doit faire face à une véritable crise.
Dès le 20 mai, la situation des armées française et britannique est catastrophique : les Allemands ont atteint la Manche, coupant l'armée française en deux et le corps expéditionnaire britannique en France se retrouve dans les semaines qui suivent coincé dans la « Poche de Dunkerque ». S'il réussit pour une bonne part à échapper à l'anéantissement au cours de la bataille de Dunkerque (fin mai-début juin) grâce à l'opération Dynamo, il a perdu la quasi-totalité de son équipement en blindés, en artillerie et de son parc automobile. De nombreux soldats sont même rapatriés sans plus aucun équipement individuel (armes, casques, etc.).
Le 27 mai 1940, le « Home Defence Executive » est formé sous la direction du général Sir Edmund Ironside, commandant en chef des forces intérieures, pour organiser la défense de la Grande-Bretagne. En juin, le VII Corps fut formé pour encadrer la réserve générale, y compris la 1re division blindée.
En août, les Allemands décident l'attaque des aérodromes militaires britanniques et des usines de l'industrie aéronautique dans l'intention de détruire la Royal Air Force dans le ciel et sur le sol anglais. Cette offensive aérienne démarre le 13 août 1940, jour baptisé Adlertag (« Jour de l'aigle »), le mauvais temps ayant repoussé d'un jour le déclenchement des opérations. C'est le début de la bataille d'Angleterre dans laquelle beaucoup de Britanniques voient le préliminaire à une invasion du Royaume-Uni qui se prépare donc avec tous les moyens dont il dispose encore pour faire face à cette menace.

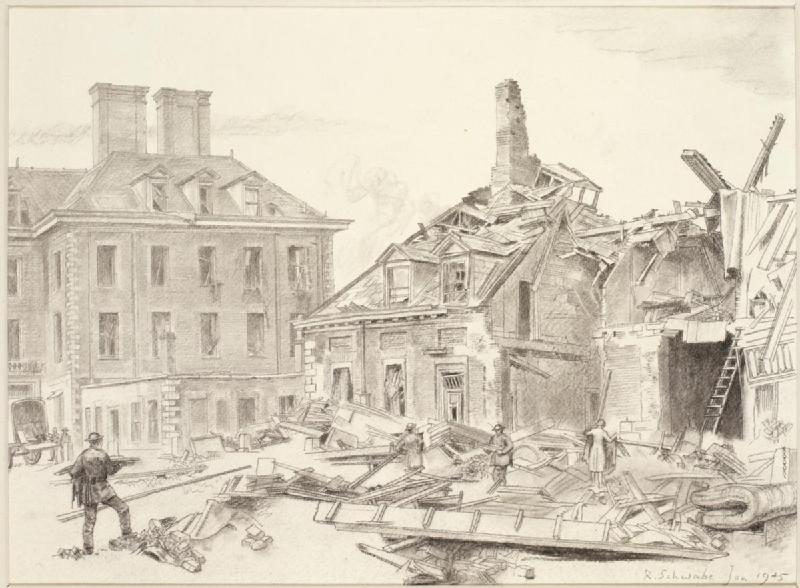
Ruines de l'Hôpital royal de Chelsea après la chute d'un V2.

L'armée de terre britannique exsangue a besoin de se reconstituer : un million et demi d'hommes sont donc enrôlés comme soldats à temps partiel dans la Home Guard. La construction rapide de fortifications de campagne a préparé une grande partie du Royaume-Uni, en particulier le Sud de l'Angleterre à devenir un champ de bataille. À court d'armes et d'équipements lourds, les Britanniques ont dû faire le meilleur usage de ce qui était disponible — notamment des armes chimiques — en se préparant à devoir éventuellement mener des opérations de guérilla sur les arrières de l'ennemi dans les zones du territoire national qui seraient tombées entre ses mains.
Le plan d'invasion allemand, l'opération Seelöwe (« opération Lion de mer » ou « opération Otarie »), n'a jamais abouti et les nazis n'ont jamais réussi à mettre un pied sur le sol britannique et à envahir le Royaume-Uni. Hitler ayant choisi au printemps de 1941 de mener la guerre contre l'Union soviétique (début de l'opération Barbarossa le 22 juin). Bien qu'ayant renoncé à ses plans d'invasion, l'Allemagne continuera cependant à mener une guerre de bombardements aériens contre le Royaume jusqu'à la fin du conflit, par le biais notamment des Vergeltungswaffen (missiles V1 et V2), qui contraindra celui-ci à maintenir son dispositif de protection aérienne jusqu'en 1945.
Aujourd'hui, il reste peu de vestiges, voire de traces, des préparatifs défensifs de l'Angleterre et de l'Écosse : seuls subsistent quelques ouvrages en béton armé, telles que les casemates, mais, jusque récemment, ils n'étaient pas reconnus comme monuments historiques.

## La défense du Royaume-Uni pendant la Seconde Guerre mondiale

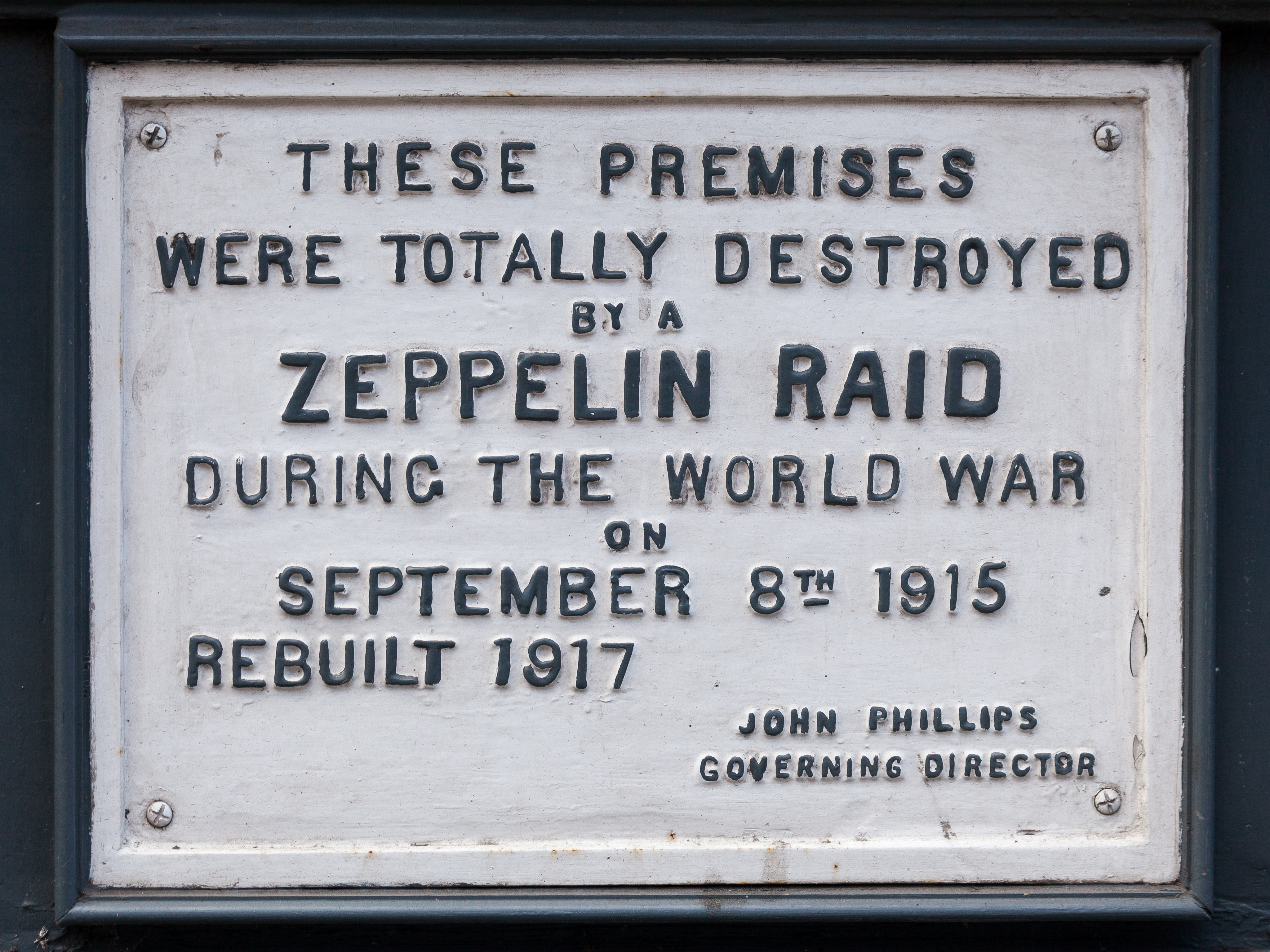
Plaque commémorant un raid de zeppelins allemands pendant la Première Guerre mondiale dans Farringdon Road à Londres.

Le Royaume-Uni, qui avait déjà eu à subir des bombardements aériens allemands au cours de la Première Guerre mondiale, s'était donné les moyens « passifs » d'assurer sa défense antiaérienne dès les années 1920 mais rien n'avait été prévu, au début de la Deuxième Guerre pour faire face à une éventuelle invasion amphibie, le royaume comptant sur sa marine pour assurer sa défense insulaire. Il dut donc improviser pour faire face à la perspective d'une invasion allemande après la malheureuse campagne de mai-juin 1940 qui vit la destruction de son corps expéditionnaire en France, fer de lance de son armée.
En 1940 et en 1941, tous les moyens humains - y compris la population civile - et matériels furent donc mobilisés pour faire face à la fois à la guerre aérienne menée par la Luftwaffe dans le ciel britannique et à la menace d'une invasion trans-Manche en Angleterre. La Royal Navy eût par ailleurs à assurer la protection des convois maritimes chargés de l'approvisionnement du royaume en matières premières, ravitaillement et matériels venant de l'Empire et des États-Unis jusqu'en 1945.
Si la disparition de la menace d'une invasion permit de relâcher les mesures de défenses terrestres et côtières en 1941 pour réorienter la politique militaire britannique vers la préparation de la libération de l'Europe occupée avec l'arrivée des forces américaines en 1942, le Royaume-Uni eût cependant à assurer la défense de son territoire contre les assauts aériens allemands jusqu'à la fin de la guerre avec l'apparition des bombes volantes V1 et V2 et la mise en service par la Luftwaffe de bombardiers à long rayon d'action comme le Heinkel He 177 ou le bombardier à réaction Arado Ar 234.

### Défense contre la guerre aérienne (1939-1945)
Au début des années 1910, le général d'aviation italien Giulio Douhet élabora la doctrine du bombardement stratégique dont les principes furent largement appliqués dès la Guerre d'Espagne par la Luftwaffe. Dès janvier 1915, l'Angleterre puis Londres furent la cible des zeppelins et des bombardiers Gotha allemands, dont les raids constituèrent la première mise en pratique des théories du général Douhet. Ces faits amenèrent le gouvernement britannique à mettre sur pied dès 1924 l' « Air Raid Precautions » et en 1925, l' « Observer Corps (en) ». En 1936, les autorités militaires mettent en place le « Fighter Command » - commandement de la chasse aérienne.

### Menace d'invasion (1940-1941)

#### Contexte politique et militaire
Le 1er septembre 1939, l'Allemagne envahissait la Pologne, déclenchant la Seconde Guerre mondiale. Deux jours plus tard, le Royaume-Uni et la France déclaraient la guerre à l'Allemagne. Le 17, l'Armée rouge intervient à son tour et envahit les régions orientales de la Pologne conformément aux clauses secrètes du pacte Molotov-Ribbentrop signé avec l'Allemagne. Un corps expéditionnaire britannique (BEF) fut envoyé à la frontière franco-belge, mais la Grande-Bretagne et la France n'effectuèrent aucune action directe en faveur des Polonais. Le 1er octobre, la Pologne était défaite.

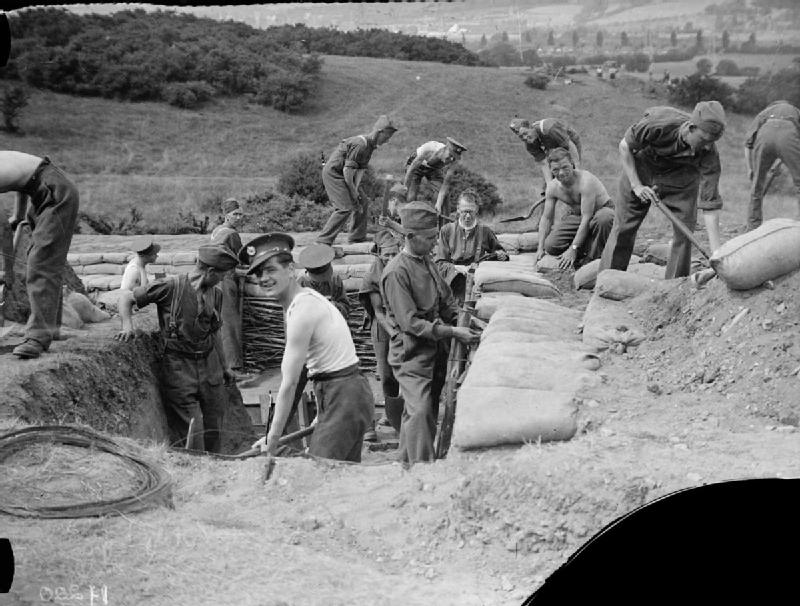
Les travaux de constructions de défenses passives avaient commencé au Royaume-Uni dès l'époque de la « Drôle de guerre » : des Royal Engineers (pionniers du Génie) creusant des tranchées en 1939.

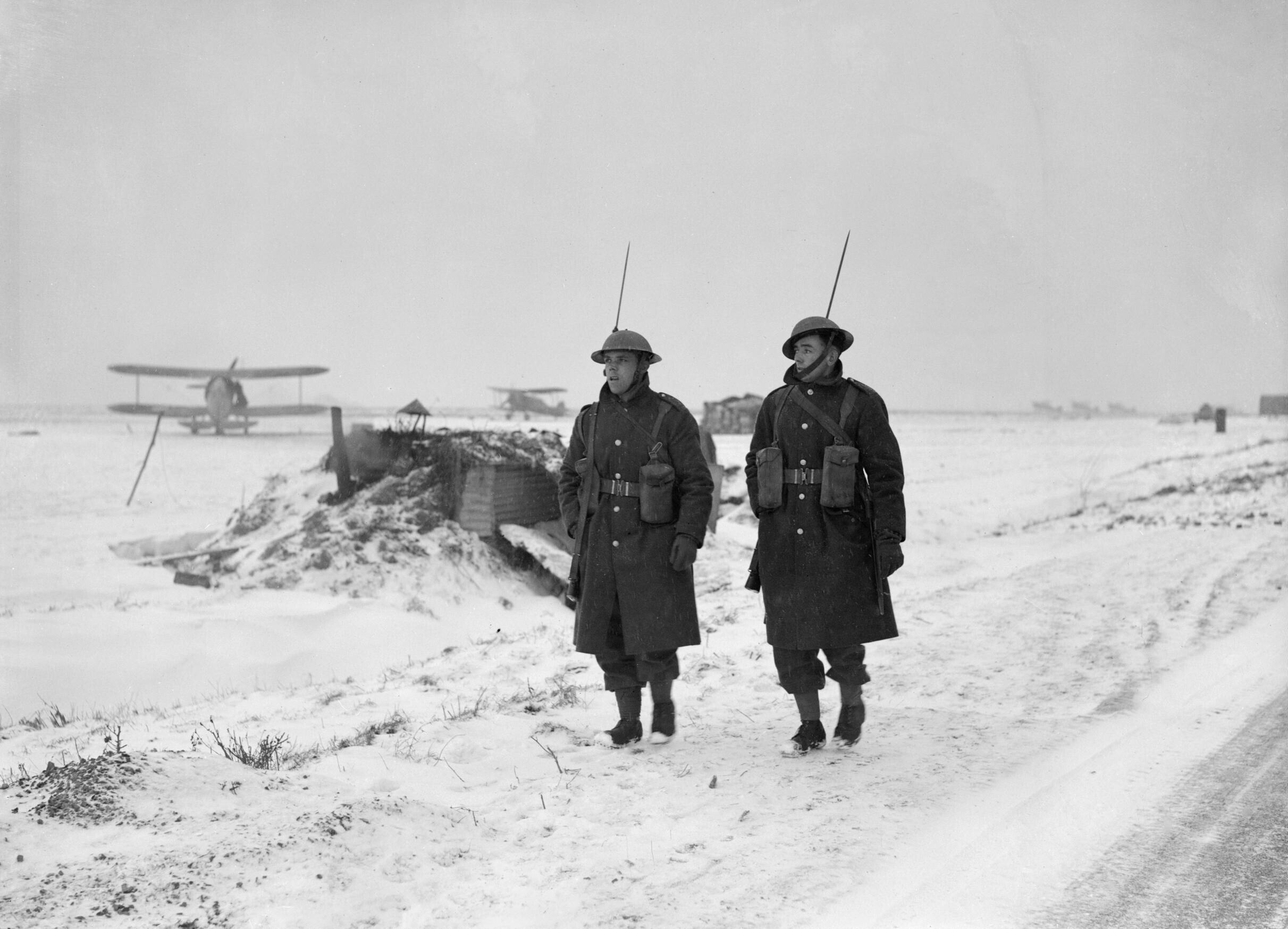
Soldats du BEF en France en janvier 1940. En arrière-plan, des chasseurs biplans Gloster Gladiator de la RAF.

Peu de combats eurent lieu au cours des mois qui suivirent. Durant cette période, connue comme la « drôle de guerre », les soldats français et britanniques s'entraînèrent au combat, construisirent des ouvrages défensifs et assurèrent la défense des frontières orientales de la France.
Le 9 avril 1940, l'Allemagne envahissait le Danemark et la Norvège, cette opération contrecarrant le plan britannique d'envahir la Norvège à des fins défensives. Le Danemark capitula immédiatement, et après de violents combats, la Norvège succomba. L'invasion de la Norvège fut le résultat d'une opération combinée au cours de laquelle la machine de guerre allemande projeta ses forces outremer. Ce succès en vint à être considéré par les Britanniques comme un sinistre présage, la Norvège désormais occupée offrant de nouvelles bases pour la Kriegsmarine et la Luftwaffe obligeant la Royal Navy et la Royal Air Force à distraire désormais des moyens pour la défense de l'Écosse.
Les 7 et 8 mai 1940, à la Chambre des communes britannique, le débat sur la Norvège révéla un fort mécontentement et une franche hostilité envers le gouvernement du premier ministre Neville Chamberlain. Deux jours plus tard, les événements évoluèrent rapidement, Chamberlain démissionna et fut remplacé par Winston Churchill.
Le 10 mai 1940, l'Allemagne envahissait la France. Le BEF se composait alors de 10 divisions d'infanterie en trois corps d'armée, d'une brigade de chars et d'un détachement de la Royal Air Force, soit environ 500 avions. Le BEF fut fixé par une attaque de diversion allemande à travers la Belgique et ensuite isolé par l'attaque principale qui traversa la forêt des Ardennes. Bien équipées et très mobiles, les divisions de Panzers de la Wehrmacht franchirent facilement les défenses préparées ; une autre leçon douloureuse. Il y eut des combats acharnés, mais, à l'issue de la campagne de Belgique (10-28 mai) et après le succès mitigé de la bataille d'Arras (21 mai), la plus grande partie du BEF se retira dans une petite zone autour du port français de Dunkerque.
Comme les choses avait mal tourné pour les Alliés en France, il était devenu évident pour certains qu'il fallait envisager la possibilité d'avoir à résister à une tentative d'invasion de la Grande-Bretagne par les forces allemandes[réf. nécessaire].

#### Doctrine de défense et organisation du commandement
La pensée militaire évolua rapidement. Étant donné le manque de matériel et d'hommes bien formés, Edmund Ironside - fraîchement nommé à la tête du « Home Defence Executive », chargé de la mise en état défensif du Royaume, par Churchill - n'avait guère d'autre choix que d'adopter une stratégie de guerre statique, mais on s'aperçut bientôt que ce ne serait pas suffisant. Le général Ironside, commandant en chef des forces intérieures, fut critiqué comme ayant une mentalité d'assiégé, mais certains considèrent cette accusation comme injuste, car il avait compris les limites des lignes d'arrêt et ne s'attendait pas à les voir tenir indéfiniment,.

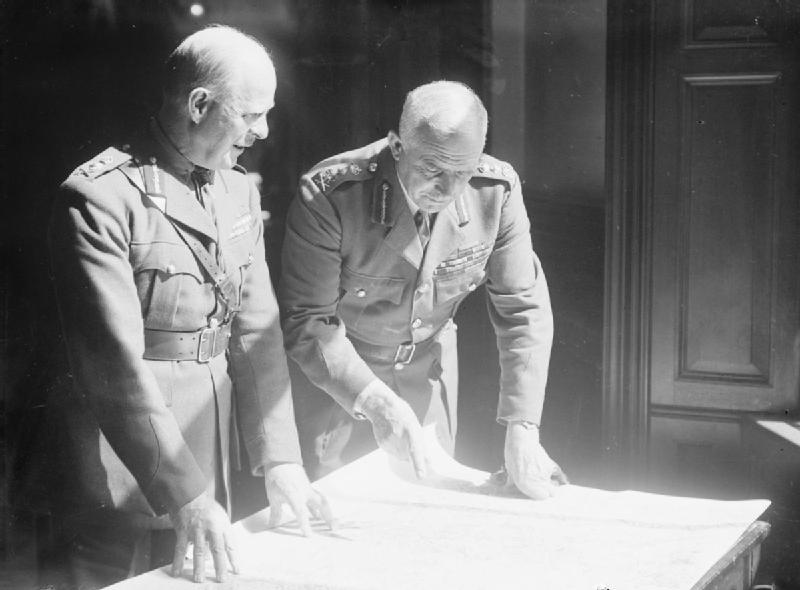
Edmund Ironside (au centre) et Lord Gort, chef du BEF, au début de la guerre.

Cependant, le Premier ministre Churchill n'était pas satisfait des progrès d'Ironside, en particulier en ce qui concernait la création d'une réserve mobile. Anthony Eden, secrétaire d'État à la Guerre, suggéra qu'Ironside devait être remplacé par le général Brooke (plus tard vicomte Alanbrooke). Le 17 juillet 1940, Churchill passa l'après-midi avec Brooke et fut rapidement convaincu qu'ils étaient en étroit accord sur la meilleure façon de défendre la nation. Le 19 juillet, Brooke remplaça Ironside.
La nomination de Brooke coïncida avec l'arrivée de plus d'hommes formés et d'un meilleur équipement. Sous sa direction, de nouvelles stratégies et tactiques furent élaborées. Une plus grande attention fut donnée à la défense du littoral, tandis qu'à l'intérieur des terres une stratégie de défense en hérisson autour de localités et des îlots de défense anti-char fut mise en place — chacune de ces défenses devant procurer une défense tous azimuts. Beaucoup de ces îlots anti-char avaient été établis le long des lignes d'arrêt déjà construites, là où les défenses existantes pouvaient être intégrées à la nouvelle stratégie et, surtout, dans les villes et les villages où la Home Guard était présente et pouvait fournir du personnel.

## Défense aérienne et antiaérienne (1939-1945)

### Royal Air Force

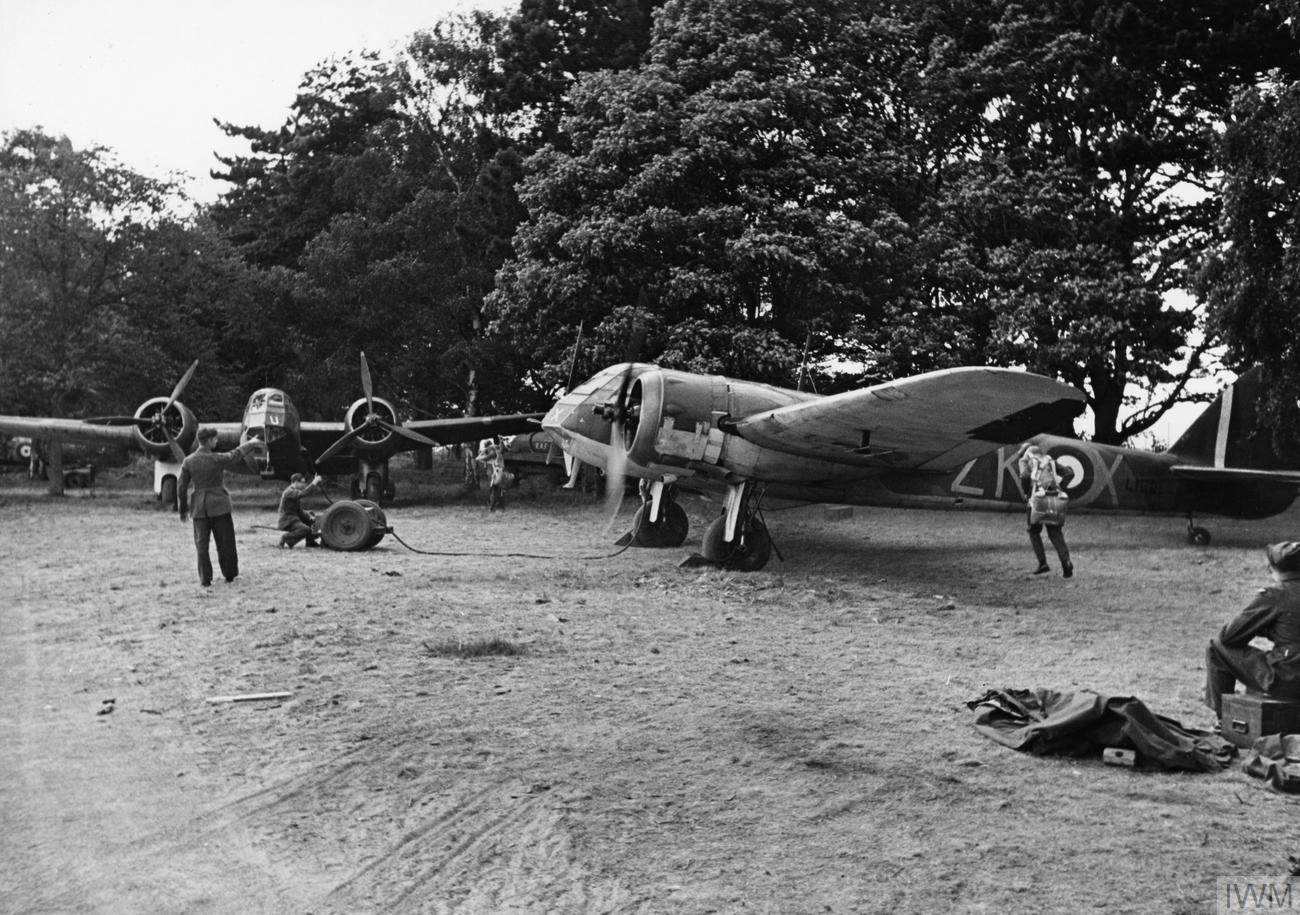

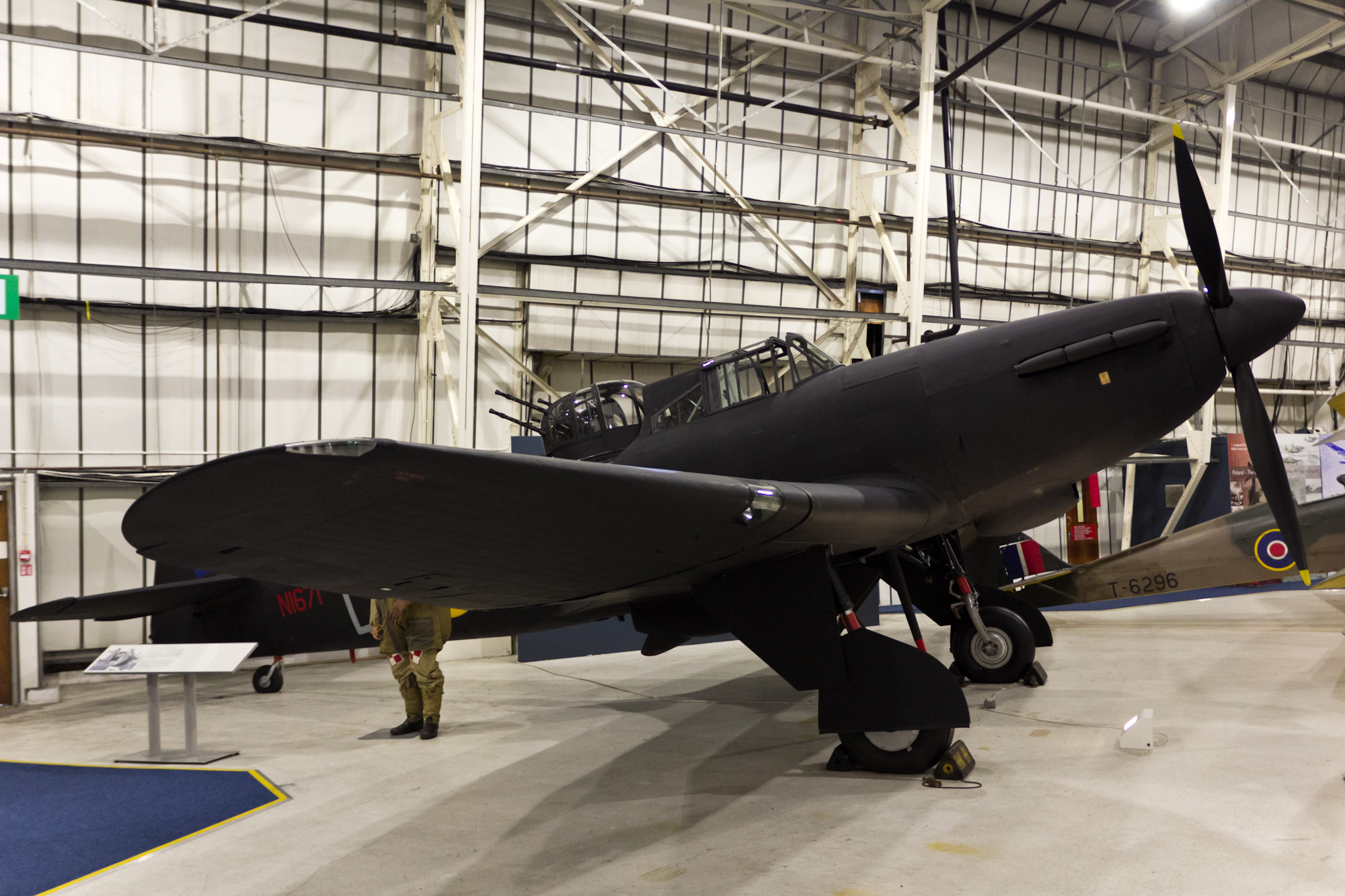

À la mi-1940, la principale préoccupation de la Royal Air Force, avec certains éléments de la Fleet Air Arm, était de contester le contrôle de l'espace aérien britannique à la Luftwaffe. Pour les Allemands, l'acquisition, au moins localement, de la suprématie aérienne était une condition essentielle à toute invasion.
Si la force aérienne allemande avait pris le dessus et tenté une invasion, une Royal Air Force très réduite aurait été obligée d'opérer depuis des bases à l'écart du Sud-Est de l'Angleterre. Tout aérodrome qui aurait été en danger d'être capturé aurait été rendu inopérable et il était prévu de retirer tous les appareils transportables, des bases radar vulnérables et de détruire complètement tout ce qui ne pouvait pas être déplacé. Tout ce qui serait resté à la RAF aurait été destiné à l'interception de la flotte d'invasion, de concert avec la Royal Navy — voler en présence d'un ennemi qui jouit d'une supériorité aérienne étant très dangereux. Cependant, la RAF aurait conservé plusieurs avantages, comme la possibilité de combattre en grande partie en territoire ami, gardant ainsi la capacité de voler plus longtemps, jusqu'à ce que, éventuellement, les Allemands réussissent à opérer à partir de terrains d'aviation situés en Angleterre. D'ici là, les pilotes de la Luftwaffe auraient encore eu à voler sur de grandes distances pour atteindre leur zone d'opération.
Un plan d'urgence appelé opération Banquet exigeait que tous les avions disponibles soient affectés à la défense. Dans le cas d'une invasion, presque tout ce qui volait et qui n'était pas un chasseur serait converti en bombardier. Les élèves pilotes, dont certains dans les premiers stades de la formation, auraient alors dû utiliser environ 350 avions d’entraînement Tiger Moth et Magister pour lancer des bombes de 20 livres (9,1 kg) grâce à des râteliers à bombes rudimentaires. Des unités de « chasse lourde » et de chasse de nuit, équipées de Bristol Blenheim, bombardiers légers bimoteurs reconvertis, et de Boulton Paul Defiant furent également déployées pour la défense aérienne.

### Les radars

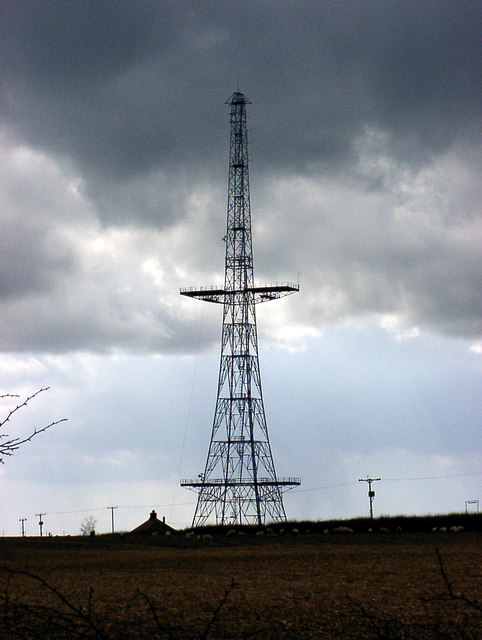
Mât de radar du système Chain Home toujours en place à Stenigot.

Peu de temps avant le déclenchement de la Seconde Guerre mondiale, le système radar Chain Home avait commencé à être installé dans le Sud de l'Angleterre, avec trois stations de radar opérationnelles en 1937,.Le commandement allemand soupçonna les Britanniques d'avoir développé ce système et les vols d'essai de Zeppelin se révélèrent peu concluants[pas clair]. Avec l'extension du système radar Chain Home et l'apparition du radar embarqué, mis en service pour la première fois en 1940, le radar était devenu une pièce essentielle de la défense de la Grande-Bretagne au cours de la bataille d'Angleterre.

### La menace des bombes volantes et les derniers raids aériens allemands
Le premier V-1 fut tiré sur Londres le 13 juin 1944 ; les premiers V-2 frappèrent les localités de Chiswick - tuant une femme de 63 ans, Ada Harrison, une fillette de 3 ans, Rosemary Clarke et le Sapper Bernard Browning des Royal Engineers - et d'Epping, sans faire de victime, le 8 septembre. Le but poursuivi par Hitler en utilisant ces armes n'était pas tant de causer des dégâts à l'armée britannique que de saper le moral des insulaires, de ralentir leur production industrielle et de se venger des bombardements alliés sur l’Allemagne - d'où le terme de Vergeltungswaffe, littéralement « arme de représailles ».

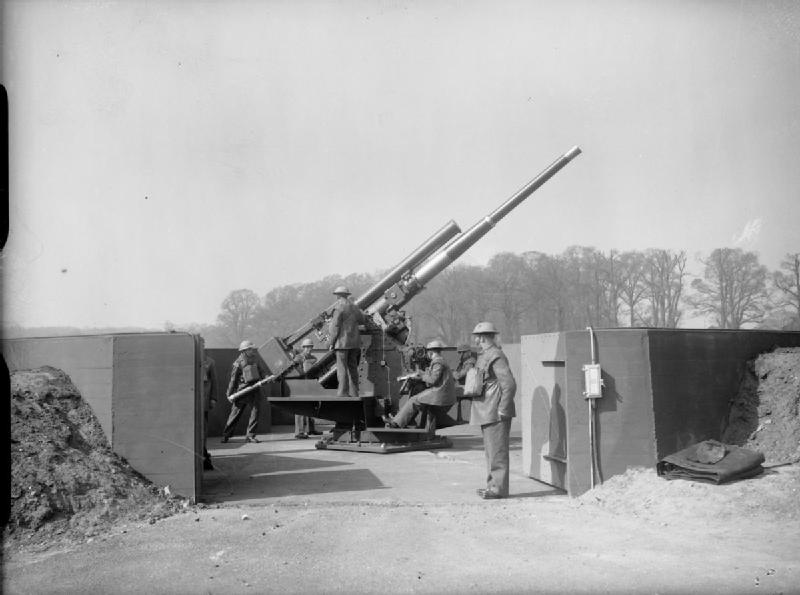
Un canon de défense anti-aérienne dans Richmond Park à Londres.
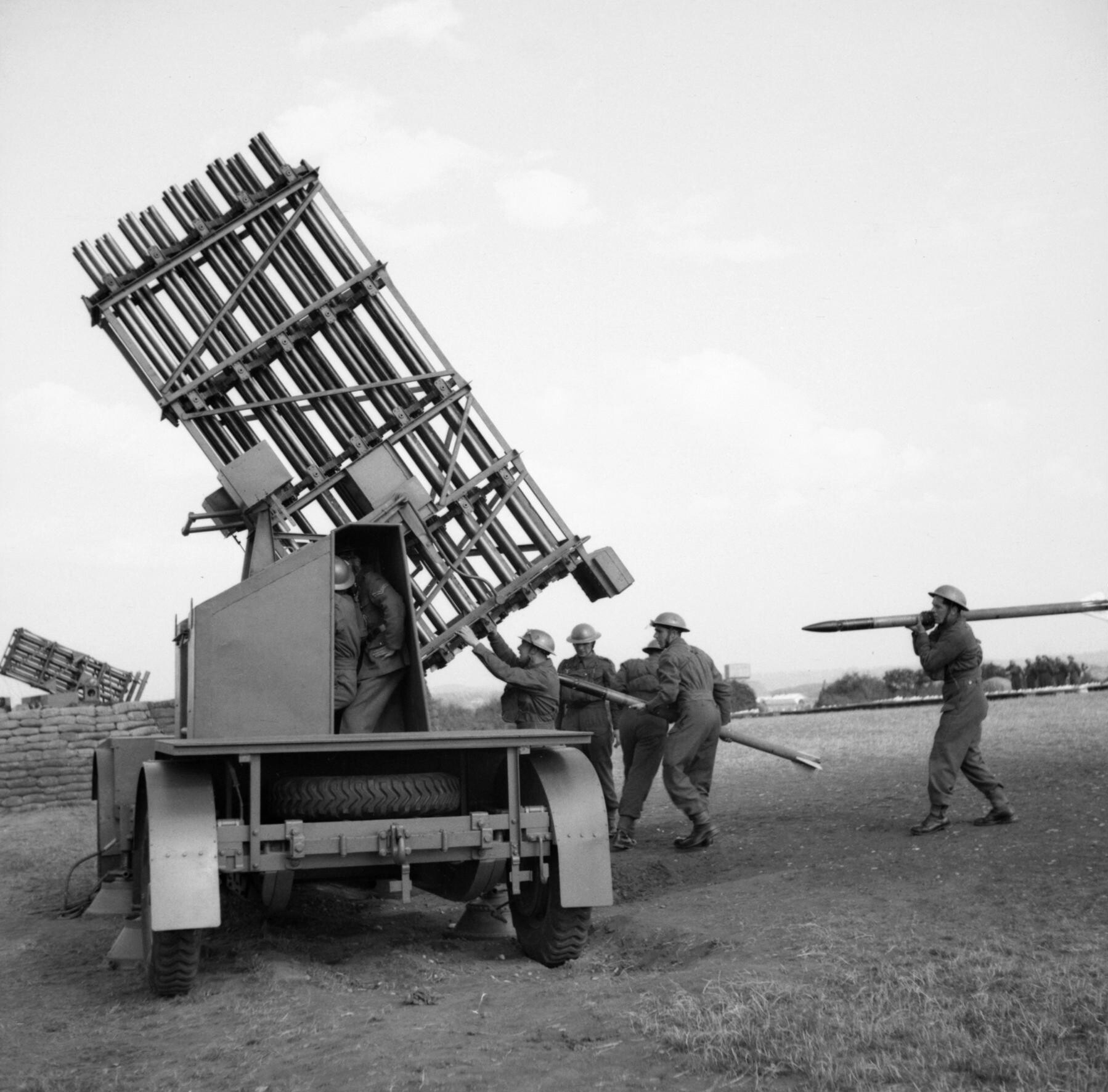
Roquettes antiaériennes en 1941.
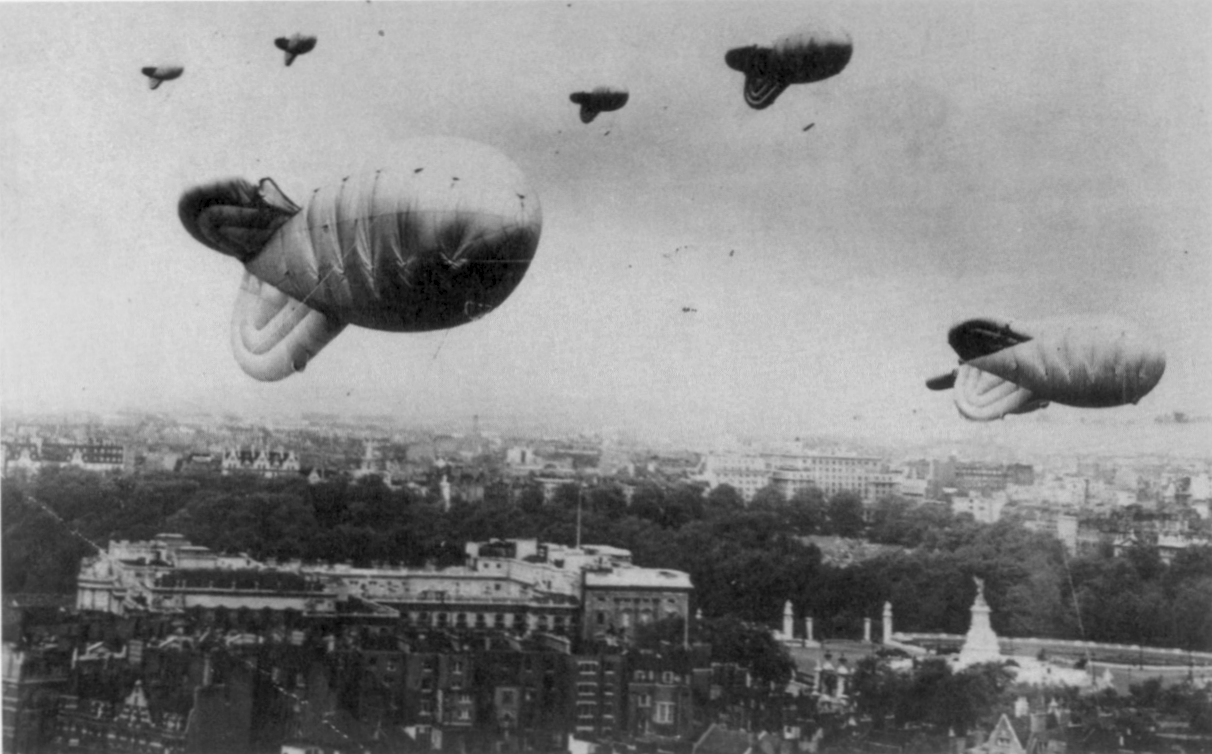
Barrage de ballons au-dessus de Londres.
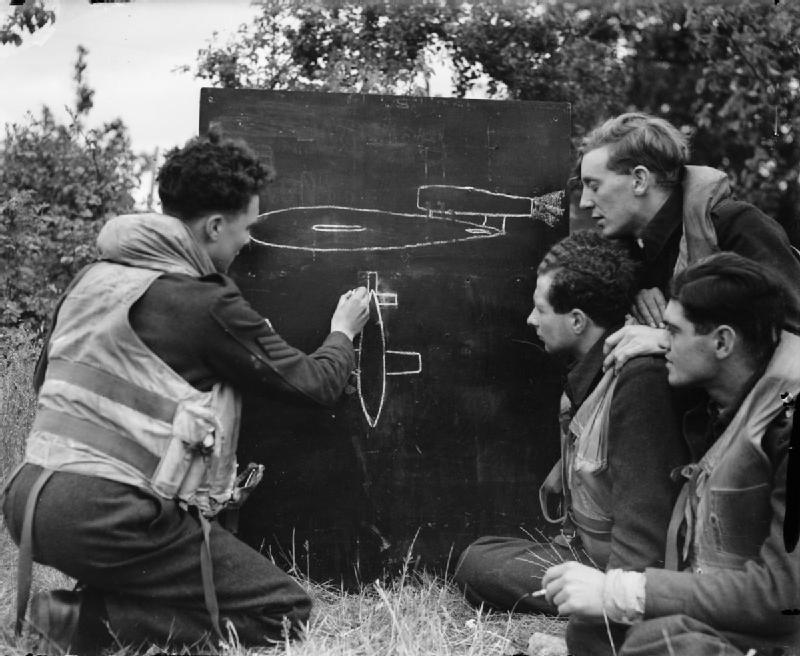
Pilotes de la RAF étudiant le V1.

## Défense navale et fluviale (1939-1945)

### Rôle de la Royal Navy dans les mesures anti-invasion
La Home Fleet britannique était une force qui éclipsait tout ce que la Kriegsmarine pouvait mettre à la mer. Le 1er juillet 1941, un croiseur et 23 destroyers furent affectés à l'escorte dans les approches occidentales, plus douze destroyers, un croiseur sur la Tyne et le porte-avions Argus. Dix destroyers plus rapidement disponibles furent déployés dans les ports de la côte sud, à Douvres et Portsmouth, un croiseur et trois destroyers à Sheerness, sur la Tamise, trois croiseurs et sept destroyers dans l'Humber, neuf destroyers à Harwich, et deux croiseurs à Rosyth.

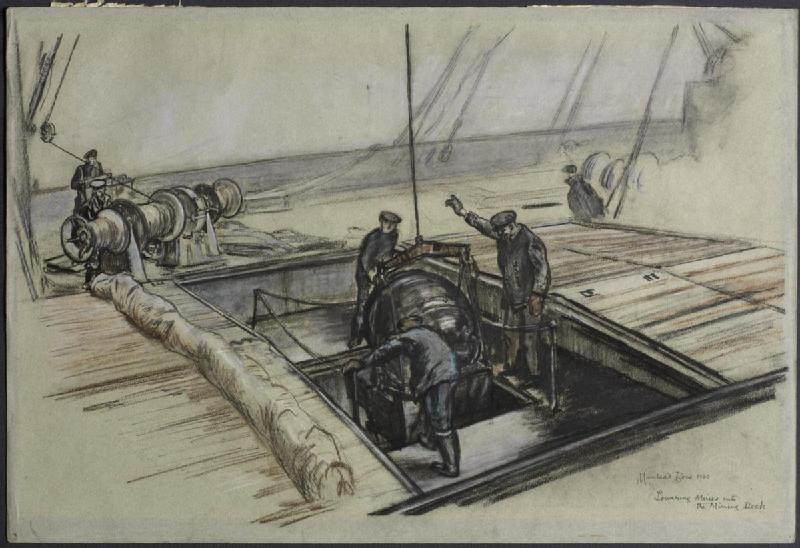
Chargement d'une mine sous-marine à bord d'un mouilleur de mines de la Navy en 1940.

Le reste de la Home Fleet, soit cinq cuirassés, trois croiseurs et neuf destroyers, était basé loin au nord à Scapa Flow. Il y avait, en outre, de nombreuses corvettes, dragueurs de mines et autres petits navires. À la fin juillet, une douzaine de destroyers supplémentaires furent réaffectés de missions d'escorte à la défense de la patrie, et d'autres rejoignirent la Home Fleet peu de temps après. À la fin du mois d'août, le cuirassé HMS Rodney fut envoyé au sud à Rosyth pour combattre une invasion. Il fut rejoint le 13 septembre par son sister-ship, le HMS Nelson accompagné du croiseur HMS Hood, de trois croiseurs anti-aériens et d'une flottille de destroyers. Les destroyers effectuaient régulièrement des missions dans la Manche et le 8 septembre, deux croiseurs et 10 destroyers nettoyèrent les côtes françaises et bombardèrent le port de Boulogne-sur-Mer. Le 25 septembre, une mission ayant pour but d'envoyer des brûlots dans les ports français afin de détruire les barges destinées à l'invasion, baptisée « opération Lucid » et inspirée du raid sur Zeebruges de 1918, fut abandonné lorsque les deux vieux pétroliers qui devaient être utilisés connurent des pannes moteur.

### Coastal Command
En 1936, la Royal Air Force crée le « Coastal Command » chargé de la défense aérienne des côtes et eaux territoriales britanniques.

### Forts Maunsell

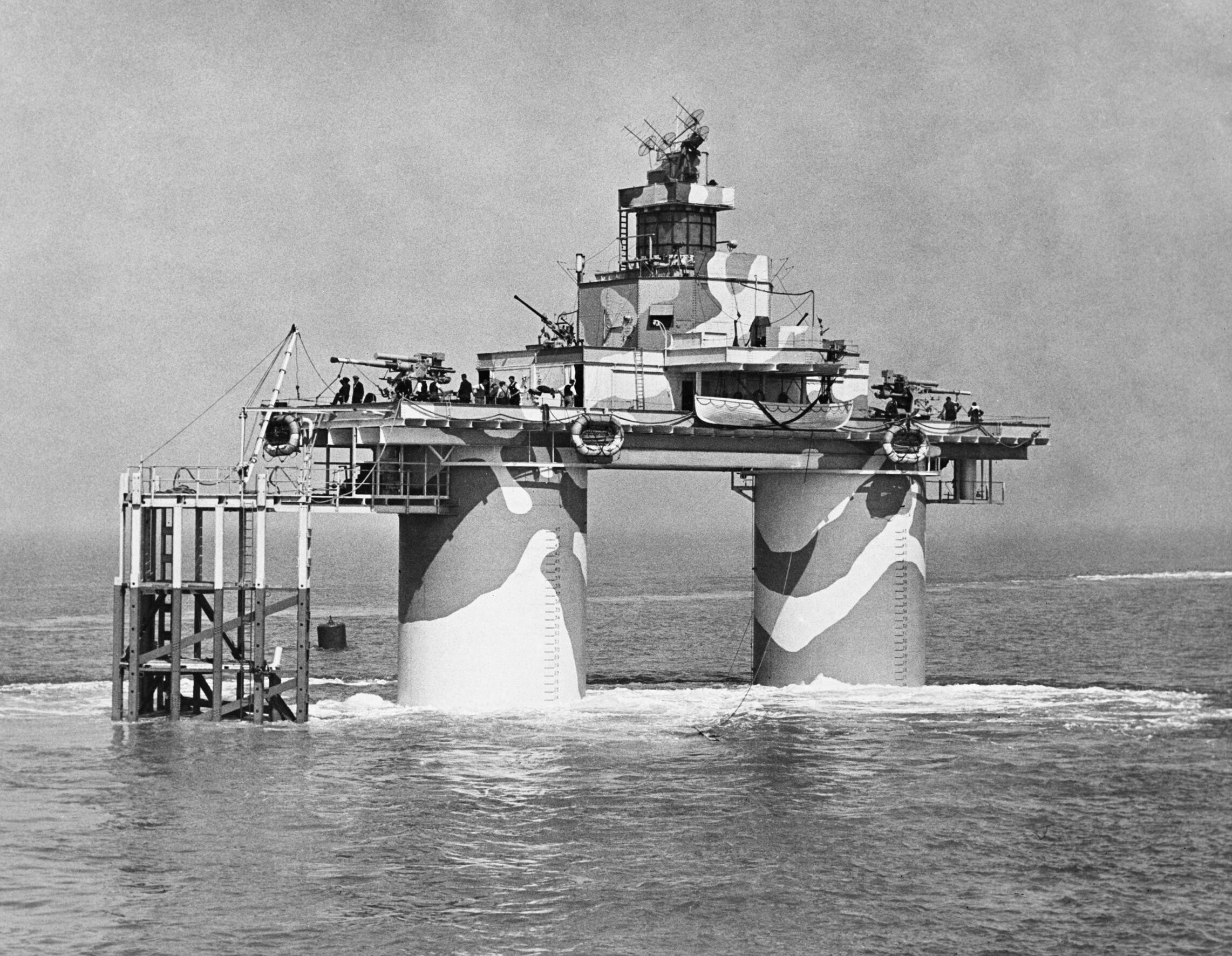
Un fort Maunsell pendant la Seconde Guerre mondiale.

Les « Forts Maunsell » étaient des petites tours fortifiées marines construites au niveau de l’estuaire de la Tamise et de la Mersey. Ces forts, construits par la Royal Navy, devaient surveiller la présence allemande et notamment la pose de mines marines par avion au niveau de l’estuaire qui approvisionnait toute la région de Londres.
Construit en béton armé, il s’agissait d’une plateforme avec deux tours cylindriques. L’armement était constitué de deux canons anti-aériens de calibre de 94 mm et de deux canons anti-aériens de 40 mm. Ils étaient construits en cale sèche avant d’être remorqués à l’endroit souhaité. Une fois positionnés, ils étaient coulés (1942) sur des bancs de sable et seule la partie utile dépassait du niveau de la mer.

## Défense terrestre (1940-1941)

### Forces de défense terrestre

#### Armée de terre

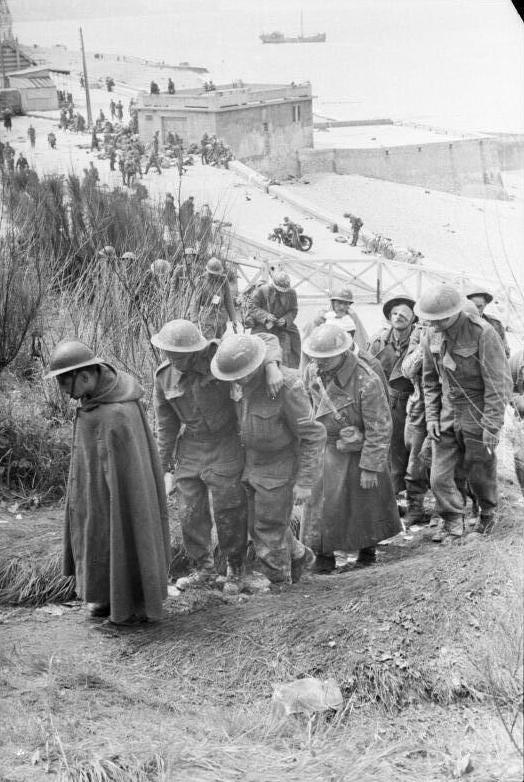
Soldats britanniques et français capturés à Veules-les-Roses, juin 1940.

L'évacuation des forces britanniques et françaises (opération Dynamo) débuta le 26 mai avec une couverture aérienne fournie par la RAF, à un coût relativement élevé. Au cours des dix jours suivants, 338 226 soldats britanniques et français furent évacués vers la Grande-Bretagne. La plus grande partie du personnel fut ramenée en Grande-Bretagne, mais beaucoup de véhicules de l'armée, des chars, des canons, des munitions, du matériel lourd, de l'équipement au sol de la RAF et des dépôts durent être laissés en France. Certains soldats revinrent même sans leur fusil. 215 000 soldats furent encore évacués à partir des ports de la Manche au cours de l'opération Ariel et d'autres enfin du Havre (opération Cycle) courant juin.
En juin 1940, l'armée de terre britannique au Royaume-Uni était composée de 22 divisions d'infanterie et d'une division blindée. Les divisions d'infanterie étaient, en moyenne, à la moitié de leur effectif théorique et n'avaient seulement qu'un sixième de leur dotation normale en artillerie, manquant presque totalement de moyens de transport. De plus, il y avait une grave pénurie en munitions, si bien qu'aucune ne pouvait être gaspillée pour l'entraînement. Dans ses mémoires publiés après guerre, le comédien Spike Milligan, qui servait dans le Royal Artillery's 56th Heavy Regiment équipé d'obusiers 9.2-inch howitzer de la Première Guerre mondiale, signale ainsi que les stocks de munitions encore disponibles pour cette « antiquité » étaient si rares à cette époque que les servants en étaient réduits à crier à l'unisson « bang » pour simuler un tir pendant les exercices.

#### Home guard
Le 14 mai 1940, le secrétaire d'État à la Guerre Anthony Eden annonça la création du Local Defence Volunteers (LDV). Toutefois, son appellation fut rapidement modifiée en « Home Guard » lorsque le LDV fut surnommé « Look, Duck and Vanish » (« Voir, s'échapper et disparaître »). L'annonce fut accueillie avec enthousiasme et beaucoup plus d'hommes que ne l'escomptait le gouvernement se portèrent volontaires: à la fin juin, ils étaient près de 1,5 million. S'il y avait beaucoup d'hommes pour la défense du pays, il n'y avait pas d'uniformes - un simple brassard devant les désigner comme combattants réguliers et leur faire ainsi bénéficier des clauses de la Convention de Genève de 1929 sur les prisonniers de guerre - et l'équipement faisait cruellement défaut.

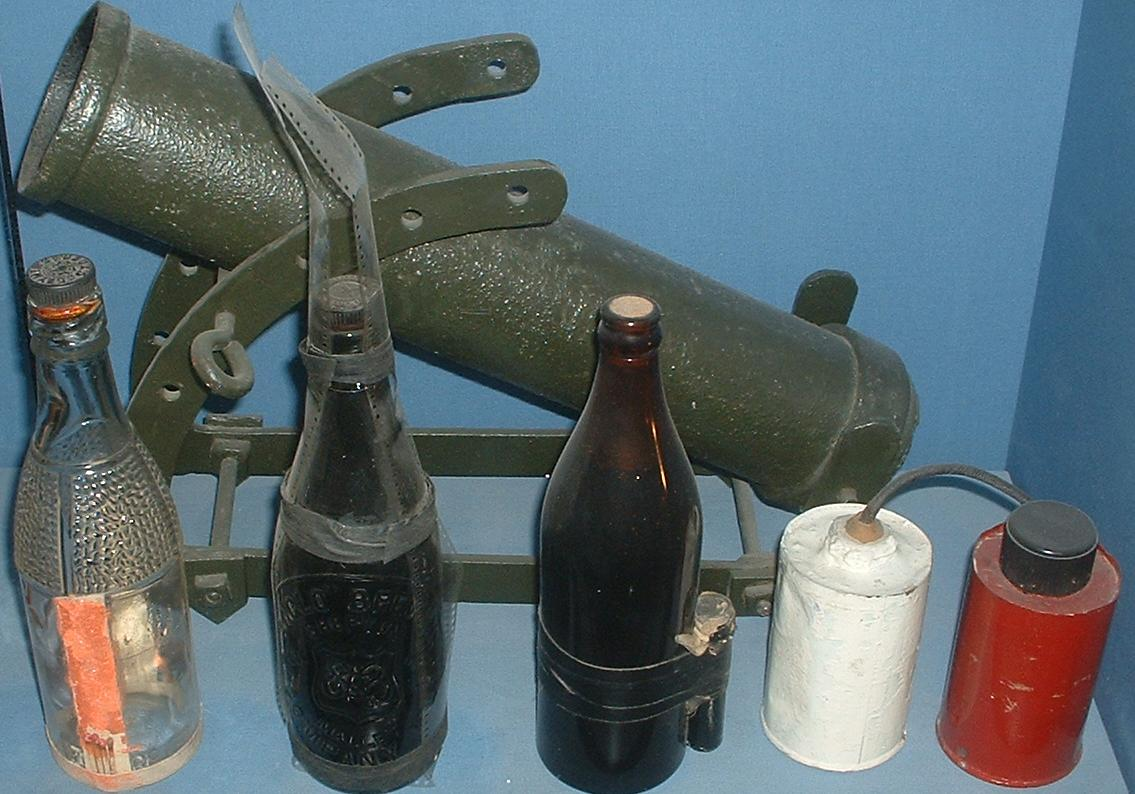
Armes improvisées de la Home Guard.

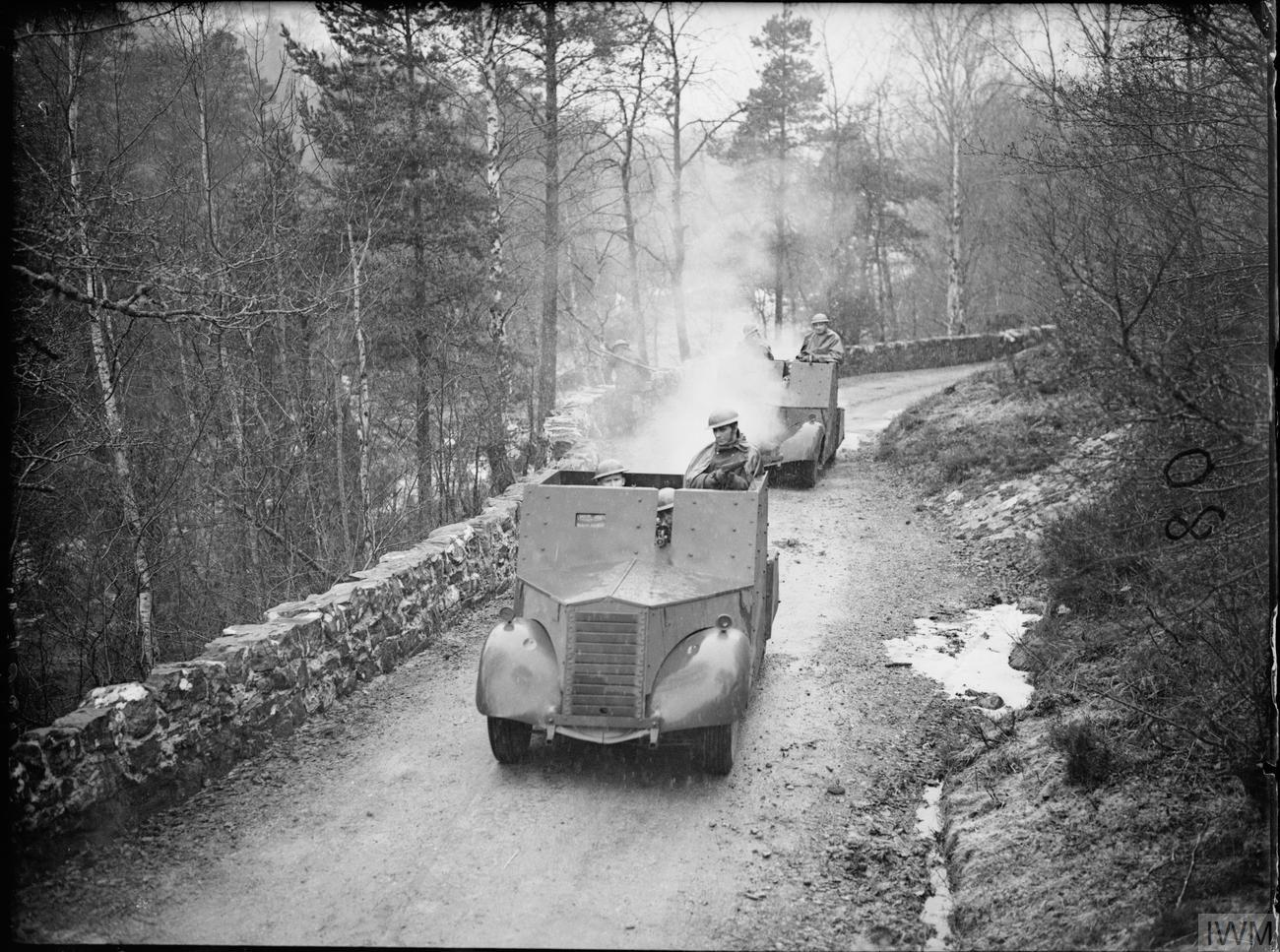
Véhicule léger de reconnaissance Standard Mk II Beaverette piloté par des membres de la Home Gard dans les Highlands d'Écosse, 14 février 1941.

Dans un premier temps, la Home Guard s'arma de tout ce qui était disponible : armes à feu privées, couteaux ou baïonnettes montés sur des bâtons, cocktails Molotov et lance-flammes improvisés,. En juillet 1940, la situation s'était quelque peu améliorée avec la livraison d'uniformes, un minimum de formation et l'arrivée de centaines de milliers de fusils et de millions de munitions en provenance des États-Unis. De nouvelles armes avaient été développées pour être produites à un prix modique sans utiliser de matériaux nécessaires pour produire les armements des unités régulières. Un des premiers exemples fut la grenade incendiaire spéciale n°76, une bouteille en verre remplie d'un matériau hautement inflammable dont plus de six millions d'exemplaires furent produits, et la grenade n°73, une grenade anti-char qui ressemblait à une bouteille isotherme.
La bombe collante était un flacon en verre rempli de nitroglycérine, ayant un revêtement adhésif qui lui permet d'être collé sur un véhicule de passage. En théorie, elle pouvait être lancée, mais dans la pratique, il fallait l'appuyer contre la cible avec une force suffisante, ce qui exigeait du courage et une bonne étoile pour être utilisée efficacement. Une commande d'un million de bombes collantes fut passée en juin 1940, mais divers problèmes retardèrent leur distribution en grand nombre jusqu'au début de 1941, et il est probable que moins de 250 000 unités furent produites.
La mobilité de ces forces était assurée par des bicyclettes, des motocyclettes, des véhicules privés et des chevaux. Un petit nombre d'unités fut équipée de véhicules blindés, dont certains étaient de conception standard, mais beaucoup étaient improvisés localement à partir des véhicules disponibles dans le commerce, par l'ajout de plaques d'acier.
Plus tard, en 1941, des armes plus sophistiquées furent disponibles, telles que l'arme antichar Blacker Bombard, le Northover Projector (un mortier à poudre noire), le Smith Gun (un canon d'artillerie de petite taille susceptible d'être tracté par une automobile privée) et la batterie Z (lance-roquettes antiaérien).

### Fortifications

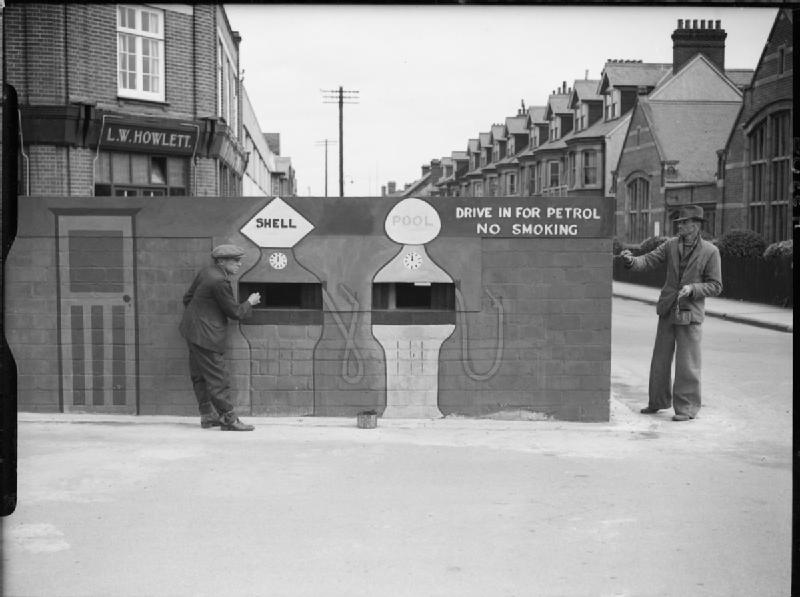
Un casemate camouflée en station-service à Felixstowe.

Les Britanniques s'engagèrent dans un vaste programme de construction de fortifications de campagne. Au début, les premiers dispositifs de défense furent en grande partie statiques et centrés sur le littoral (la croûte côtière) et, dans un exemple classique de défense en profondeur, sur une série de lignes antichar à l'intérieur des terres. Ces lignes d'arrêt furent appelées « de commandement », « de corps » ou « de division » en fonction de leur statut. La plus longue et plus fortifiée était la ligne antichar du quartier général, la ligne GHQ, qui s'étendait dans le Sud de l'Angleterre, s'enroulant autour de Londres, pour s'achever au nord dans le Yorkshire. Elle était destinée à protéger la capitale et le cœur industriel de l'Angleterre. Une autre ligne majeure était la ligne Taunton, qui permettait une défense contre une avance venant de la péninsule sud-ouest de l'Angleterre. Londres et d'autres grandes villes furent entourées avec des lignes de défense intérieures et extérieures. Quelque 50 lignes d'arrêt ont été construites, quelques-unes des lignes les moins importantes étaient juste des barrages et toutes les lignes ne furent pas achevées.

#### Défense côtière

##### Artillerie

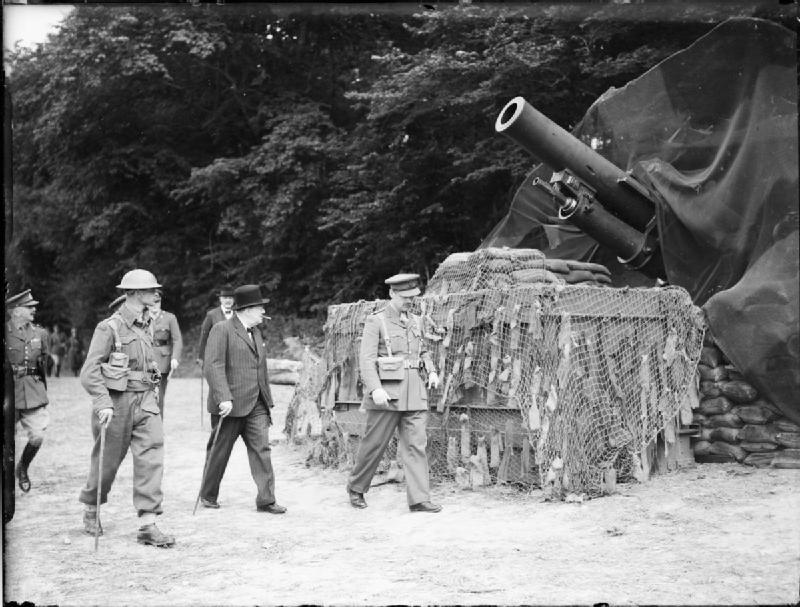
Winston Churchill visitant les défenses côtières en août 1940 devant un ' de la Première Guerre mondiale installé dans un emplacement de tir protégé.

Toute invasion allemande de la Grande-Bretagne aurait impliqué le débarquement de troupes et de matériel quelque part sur la côte ; les zones les plus vulnérables étaient les côtes sud et est de l'Angleterre. Des batteries côtières y furent construites en urgence pour renorcer les batteries déjà existantes et protéger les ports et les sites de débarquement probables. Elles furent équipés avec les canons disponibles, qui venaient principalement de navires de guerre abandonnés depuis la fin de la Première Guerre mondiale. Il s'agissait notamment de canons de six pouces (152 mm), de 5,5 pouces (140 mm), de 4,7 pouces (120 mm) et de quatre pouces (102 mm). Ceux-ci avaient peu de munitions, parfois une dizaine par pièce. À Douvres, deux canons de 14 pouces (356 mm) connus sous les noms de « Winnie » et « Pooh » furent utilisés. De nombreuses pièces d'artillerie lourde et de mortiers lourds - certains eux aussi hérité(e)s de la « Grande Guerre » - furent installés dans des encuvements fabriqués à la hâte et de très nombreuses batteries antiaériennes côtières furent également déployées.
Il y avait aussi un petit nombre de sites terrestres de lancement de torpilles.

##### «Croûte côtière»

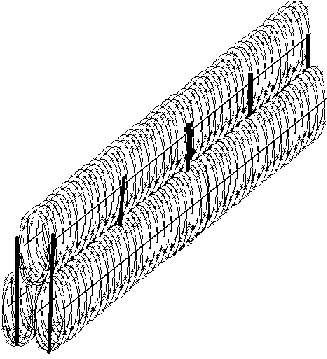
Croquis d'un obstacle en « barbelé concertina ».

Les plages furent bloquées avec des enchevêtrements de barbelés, généralement sous la forme de trois bobines de fil barbelé concertina fixées par des poteaux métalliques, ou une simple clôture droite de fils barbelés soutenus par des poteaux. Le fil servait également à délimiter de vastes champs de mines, avec à la fois des mines antichar et antipersonnel, sur et à l'arrière des plages. Sur beaucoup de plages plus éloignées, cette combinaison de fils et de mines représentait la seule défense passive.
Certaines parties du Romney Marsh, qui était le site d'invasion prévu pour l'opération Otarie, furent inondées et il était prévu d'inonder encore plus de marais si l'invasion devait se concrétiser.
Les jetées, idéales pour le débarquement de troupes et existant en grand nombre le long de la côte sud de l'Angleterre, furent démontées, bloquées ou détruites. De nombreuses jetées ne furent pas réparées avant la fin des années 1940 ou le début des années 1950.
Là où il était nécessaire de faire obstacle aux chars, des échafaudages de l'Amirauté (également connus sous le nom d'échafaudage de plage ou obstacle Z.1) furent construits. Essentiellement, il s'agissait d'une clôture de tubes de 2,7 m de haut, placée à marée basse pour que les chars ne puissent la franchir. Les échafaudages de l'Amirauté furent déployés le long de centaines de kilomètres de plages vulnérables.
Une barrière encore plus robuste pour les chars fut réalisée avec de longues lignes de cubes antichar. Les cubes furent fabriqués en béton armé de 1,5 m de côté. Des milliers furent coulés sur place en ligne, parfois sur deux ou trois rangées de profondeur.

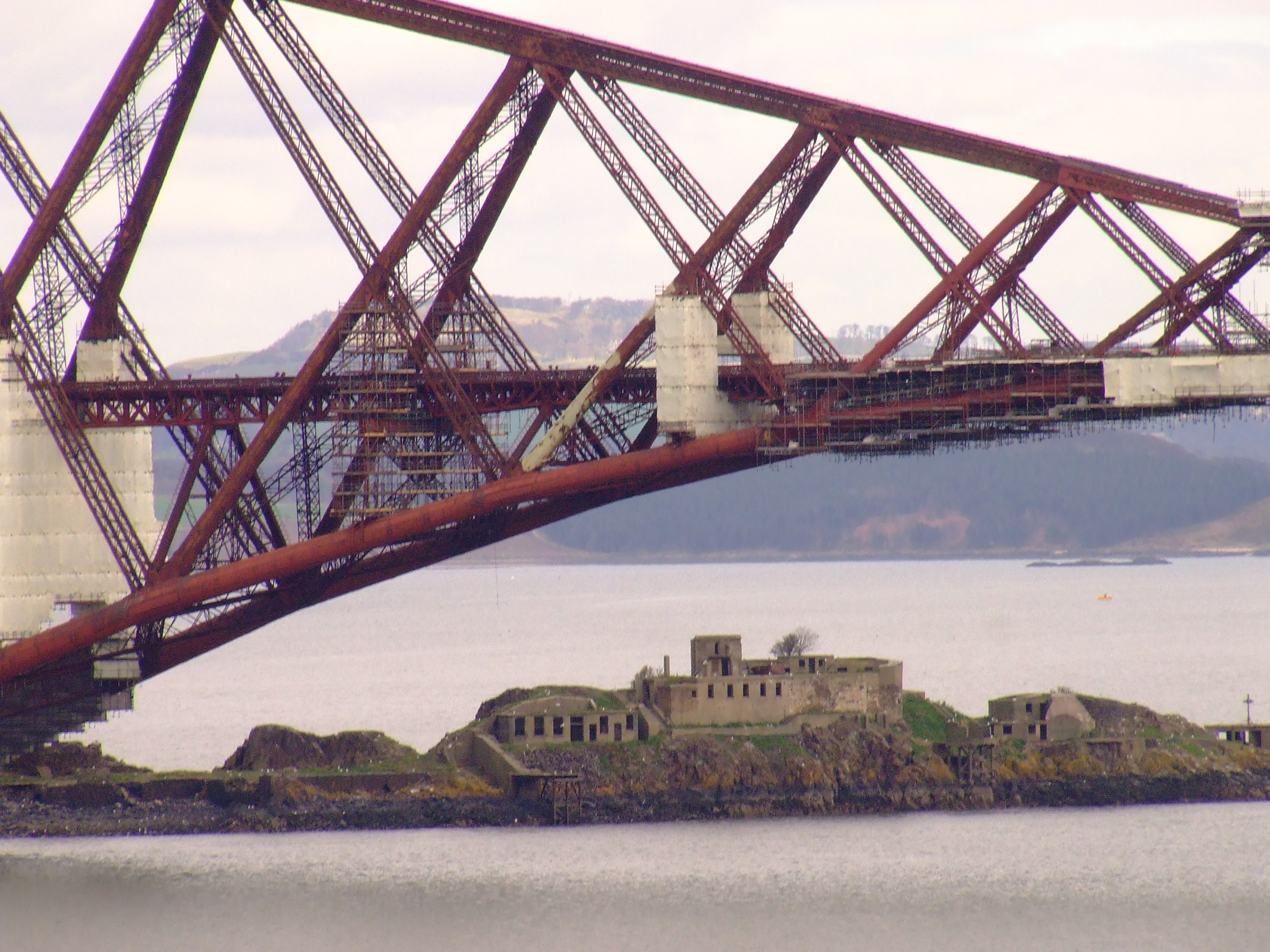
Inchgarvie peut être aperçu juste sous le Pont du Forth.

Les plages furent verrouillées par des casemates de divers types (voir Fortifications britanniques de campagne de la Seconde Guerre mondiale). Elles étaient parfois placées au bas de la plage afin de bénéficier au maximum de possibilités de tirs en enfilade tandis que d'autres furent placés en hauteur, ce qui les rendait beaucoup plus difficile à capturer. Des projecteurs furent installés sur la côte pour éclairer la surface de la mer et les plages pour faciliter les tirs d'artillerie,,.
Beaucoup de petites îles et péninsules furent fortifiées pour en protéger les entrées et les autres objectifs stratégiques. Dans le Firth of Forth au centre-est de l’Écosse, l'île d'Inchgarvie fut puissamment fortifiée avec plusieurs emplacements de canons toujours visibles. Ceci fournit une précieuse défense contre les attaques depuis la mer sur le pont du Forth et les chantiers navals de Rosyth (Rosyth Dockyard), situés à environ un 1,5 kilomètre en amont du pont. Plus au large, l'île d'Inchmickery, à 2,6 km au nord d'Édimbourg, fut fortifiée de la même façon. Les restes de postes de tir sur la côte, au nord, à North Queensferry, et au sud, à Dalmeny, de l'île Inchmickery, subsistent aujourd'hui également.

#### Lignes et îlots
Le but principal des lignes d'arrêt et des îlots anti-char par la suite, était de retenir l'ennemi, de ralentir sa progression et de limiter le nombre d'itinéraires d'attaque. Le fait d'empêcher une percée des chars était d'une importance capitale. Par conséquent, les défenses couraient généralement le long de barrières artificielles ou naturelles préexistantes comme les rivières et canaux, les remblais de chemin de fer, les bois épais, et d'autres obstacles naturels. Là où c'était possible, des terres généralement bien drainées furent inondées, le sol devenant trop mou pour supporter des véhicules, même montés sur chenilles.
Des milliers de kilomètres de fossés antichars furent creusés, le plus souvent avec des pelles mécaniques, mais parfois à la main. Ils avaient généralement une largeur de 5,5 m et une profondeur de 3,4 m et pouvaient être soit de section trapézoïdale soit triangulaire, avec le côté défendu particulièrement escarpé et revêtu avec tout matériel qui était disponible,.

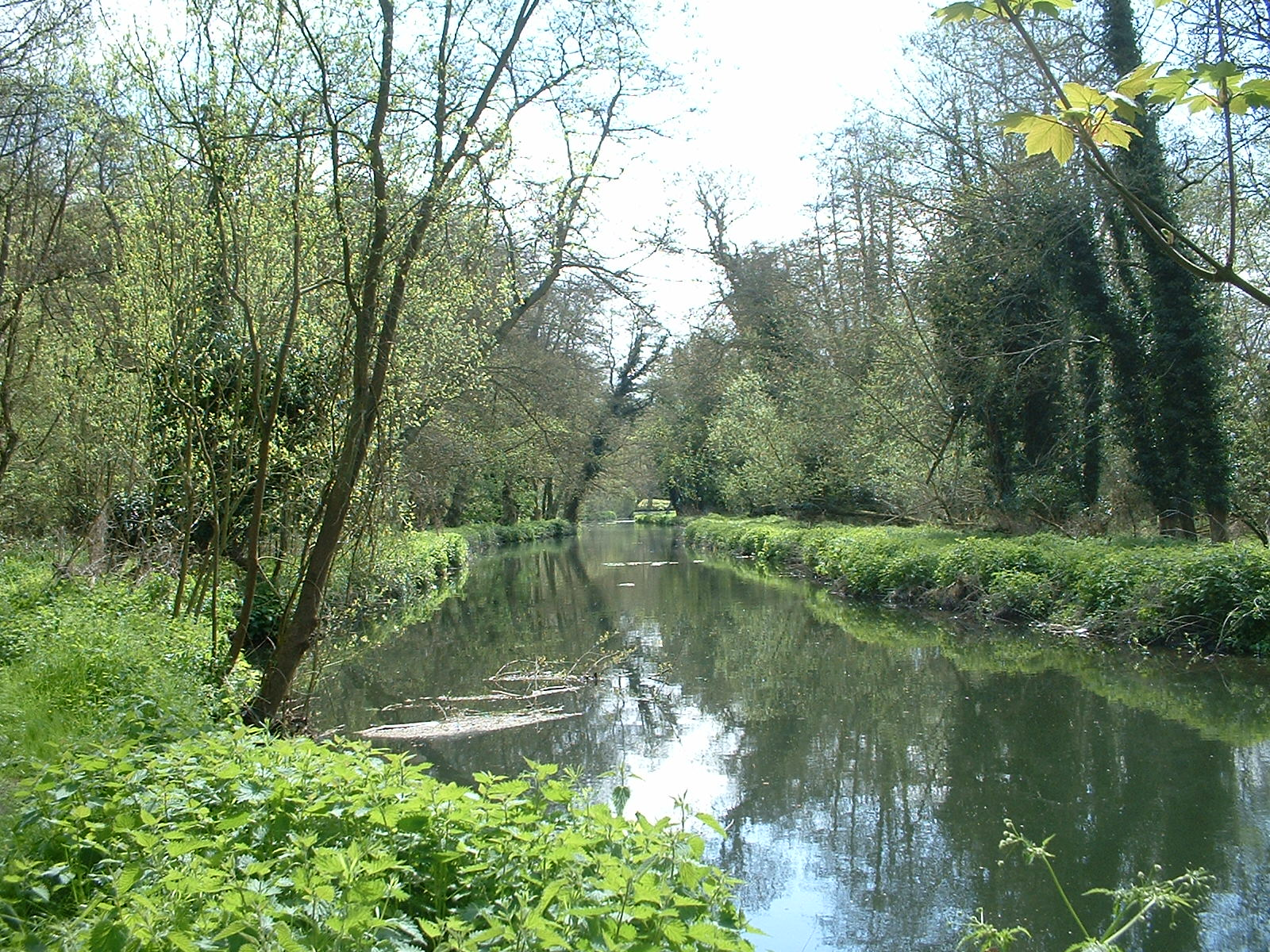
Une section de la rivière Wey incorporée dans la ligne GHQ comme barrière antichar.

Ailleurs, les obstacles anti-chars furent réalisés avec de gros obstacles en béton armé, cubiques, pyramidaux ou cylindriques. Les cubes avaient généralement deux tailles : 1,5 m ou 1,1 m de hauteur,. Dans quelques endroits, des murs anti-chars furent construits, essentiellement en appui sur des cubes,.
De gros cylindres furent fabriqués à partir de sections de tuyaux d'égout de 91 à 120 cm de diamètre, remplies de béton généralement sur une hauteur de 1,2 à 1,5 m, souvent avec un dôme au sommet. De petits cylindres en béton coulé étaient également fréquents,.
Des plots, connus sous la dénomination populaire de dents de dragon, étaient faits de blocs de béton en forme de pyramide spécialement conçus pour contrer les chars qui, en essayant de les franchir, les escaladeraient en exposant les parties vulnérables. Ils variaient quelque peu, mais avaient généralement une hauteur de 61 cm et une base carrée d'environ 91 cm de côté et présentaient une forme conique,
Des cubes, des cylindres et des plots furent installés en longues rangées, souvent sur plusieurs rangées en profondeur, pour former des barrières antichar sur les plages et à l'intérieur des terres. Ils furent également utilisés en plus petit nombre pour bloquer les routes. Ils avaient souvent un anneau au sommet pour fixer des fils de fer barbelés. Certains avaient une forme tétraèdrique ou de chausse-trape, mais il semble qu'ils aient été rares. Lorsque des barrières naturelles antichars avaient seulement besoin d'être améliorées, des pieux en béton ou en bois suffisaient.

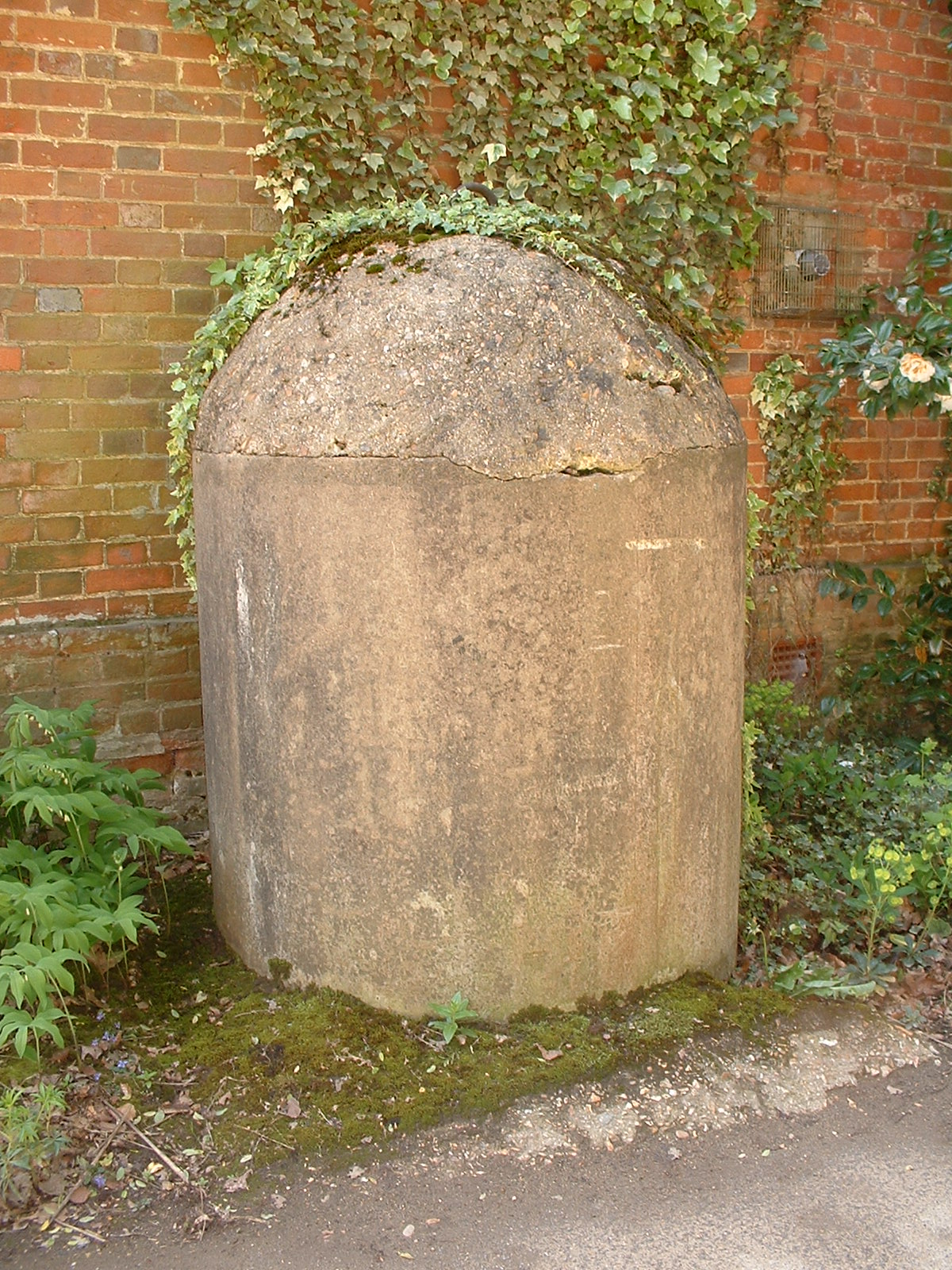
Cylindre anti-chars.
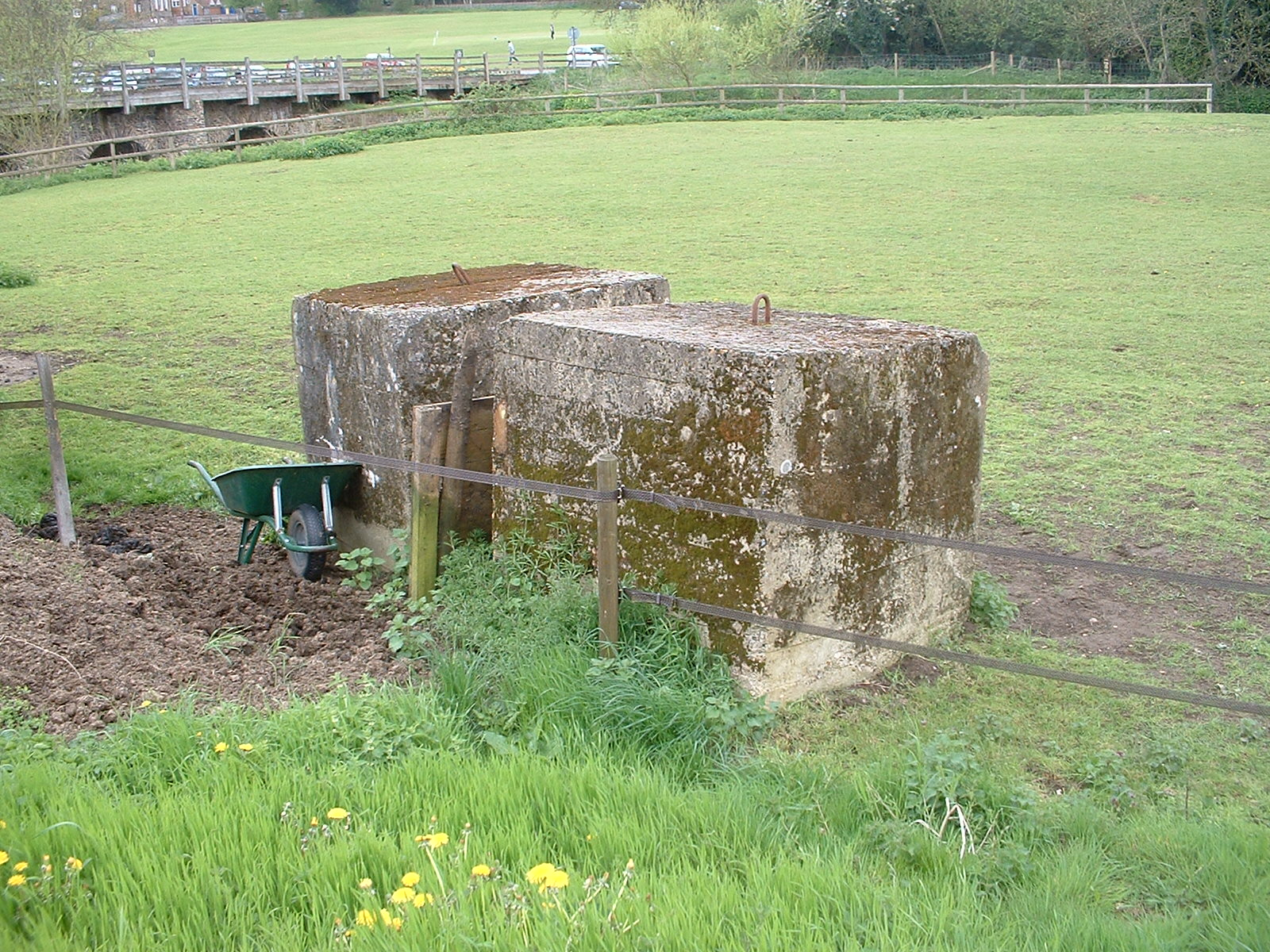
Cube antichar.
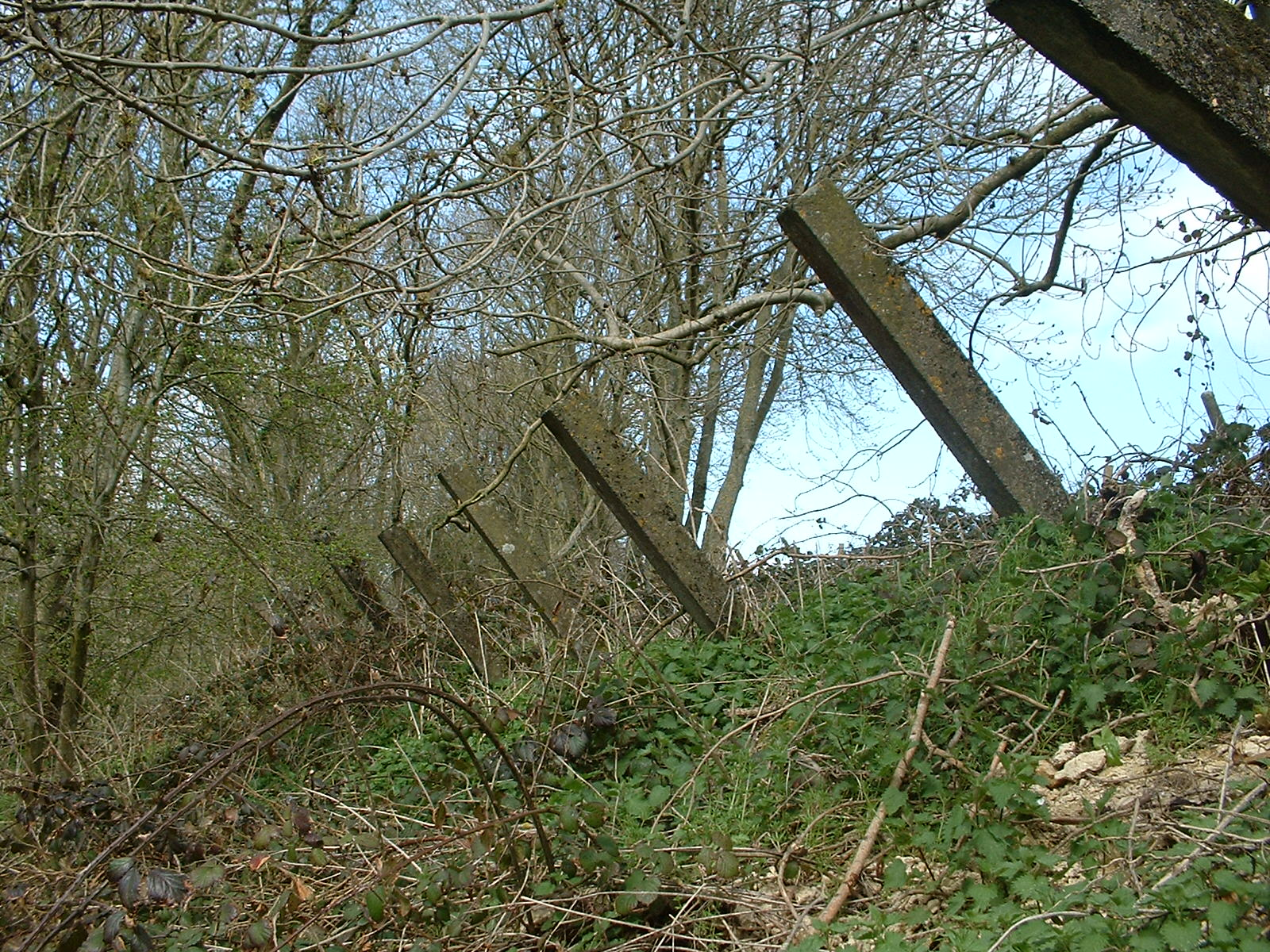
Pieux en béton anti-véhicule près de Donyatt.
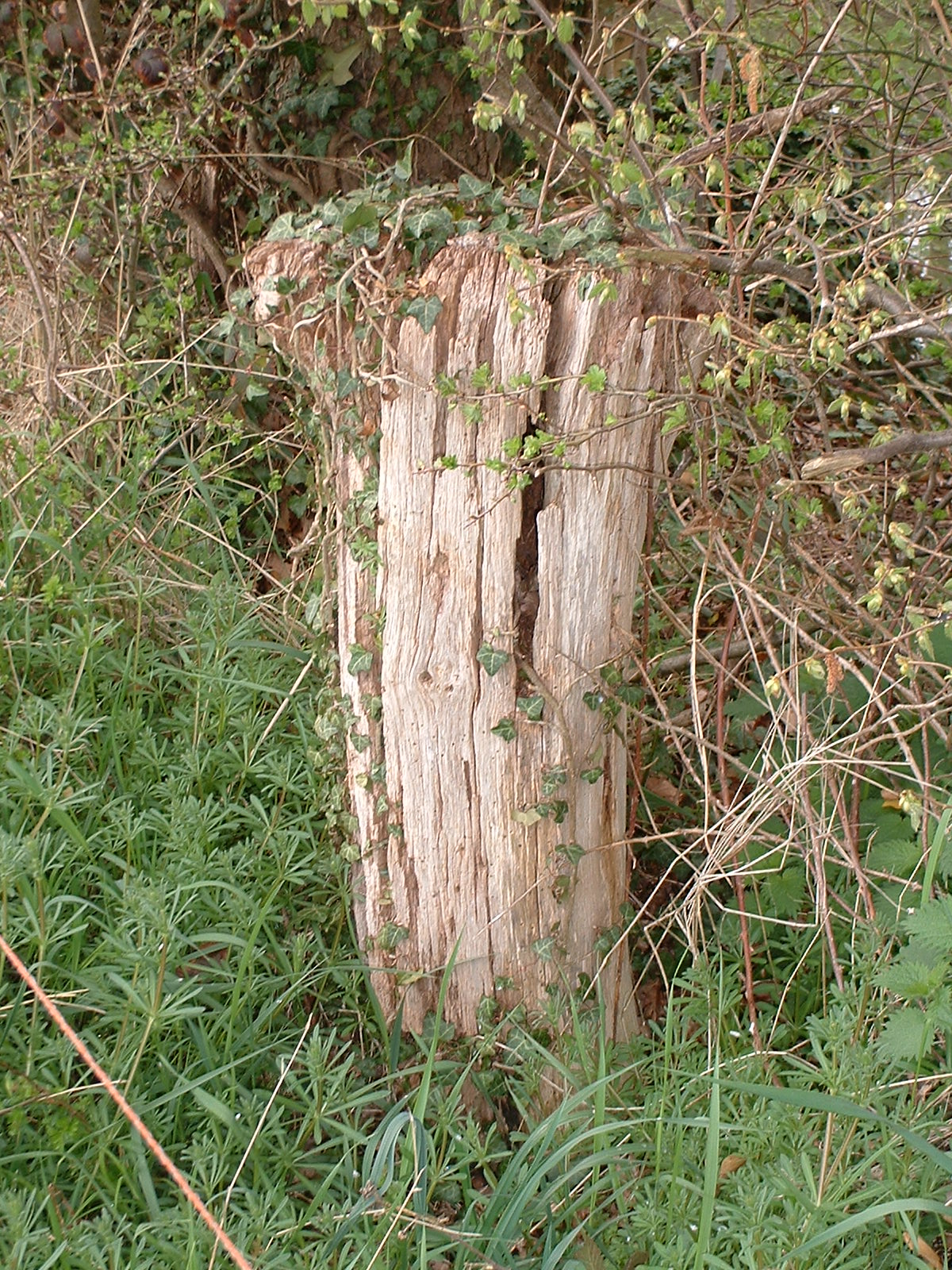
Pieux en bois anti-véhicule à Crookham Wharf.

Les routes offrant des voies d'infiltration rapides à l'ennemi, elles furent donc bloquées en des points stratégiques. Bon nombre des barrages routiers installés par Ironside étaient semi-permanents. Dans de nombreux cas, Brooke les fit purement et simplement supprimer, car l'expérience montra qu'ils pouvaient être aussi bien un obstacle aux forces amies qu'aux ennemis. Brooke favorisa les blocs amovibles.

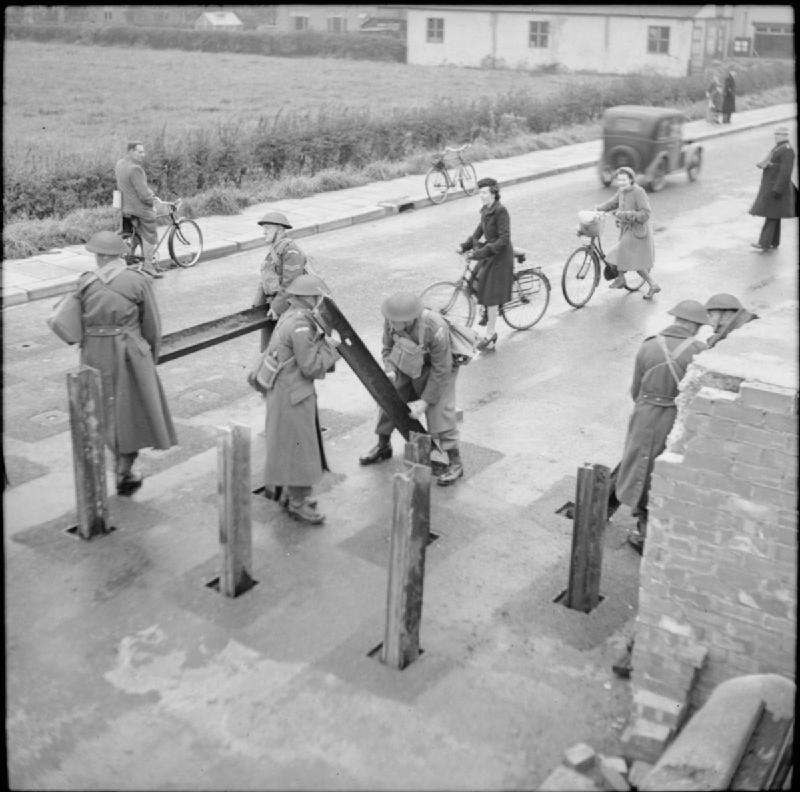
Installation d'obstacles antichars par la Home Guard.

Le plus simple des barrages routiers amovibles se composait de cylindres de béton de différentes tailles, mais généralement d'environ 0,91 m de haut et 61 cm de diamètre ; ceux-ci pouvaient être mis en place manuellement selon les besoins. Toutefois, ils étaient insuffisants pour arrêter des véhicules blindés. Un type courant de barrage anti-char amovible comprenait des poteaux de béton massif installés en permanence sur les côtés de la route ; ces pieux avaient des trous et/ou des fentes pour y insérer horizontalement des rails de chemin de fer ou de poutrelles en acier. Des blocs similaires furent placés en travers des voies ferrées car les chars peuvent se déplacer le long de voies presque aussi facilement qu'ils peuvent le faire long des routes. Ces blocs étaient placés stratégiquement, là où il était difficile pour un véhicule de contourner ces obstacles antichar, des mines étant positionnées en complément, et permettaient d'ouvrir ou de fermer le passage en quelques minutes.
Il y avait deux types de barrages routiers. Le premier est formé de tronçons verticaux de rails de chemin de fer placés dans des alvéoles sur la route, appelé hérisson,. Le second est composé de rails de chemin de fer ou de poutrelles pliés ou soudés à environ 60°, connu sous le nom d'épingle à cheveux,. Dans les deux cas, des cavités carrées d'environ 152 mm étaient ménagées dans la route. Ces alvéoles étaient fermées par des couvercles lorsqu'elles n'étaient pas utilisées, permettant un passage normal.
Un autre système de barrage routier utilisait des mines. Les systèmes qui subsistent ressemblent aux obstacles en hérisson ou en épingle à cheveux, mais les trous sont superficiels, juste assez profonds pour installer une mine antichar. Lorsqu'elles n'étaient pas utilisées, les alvéoles étaient obturées avec un bouchon en bois pour permettre un trafic normal.

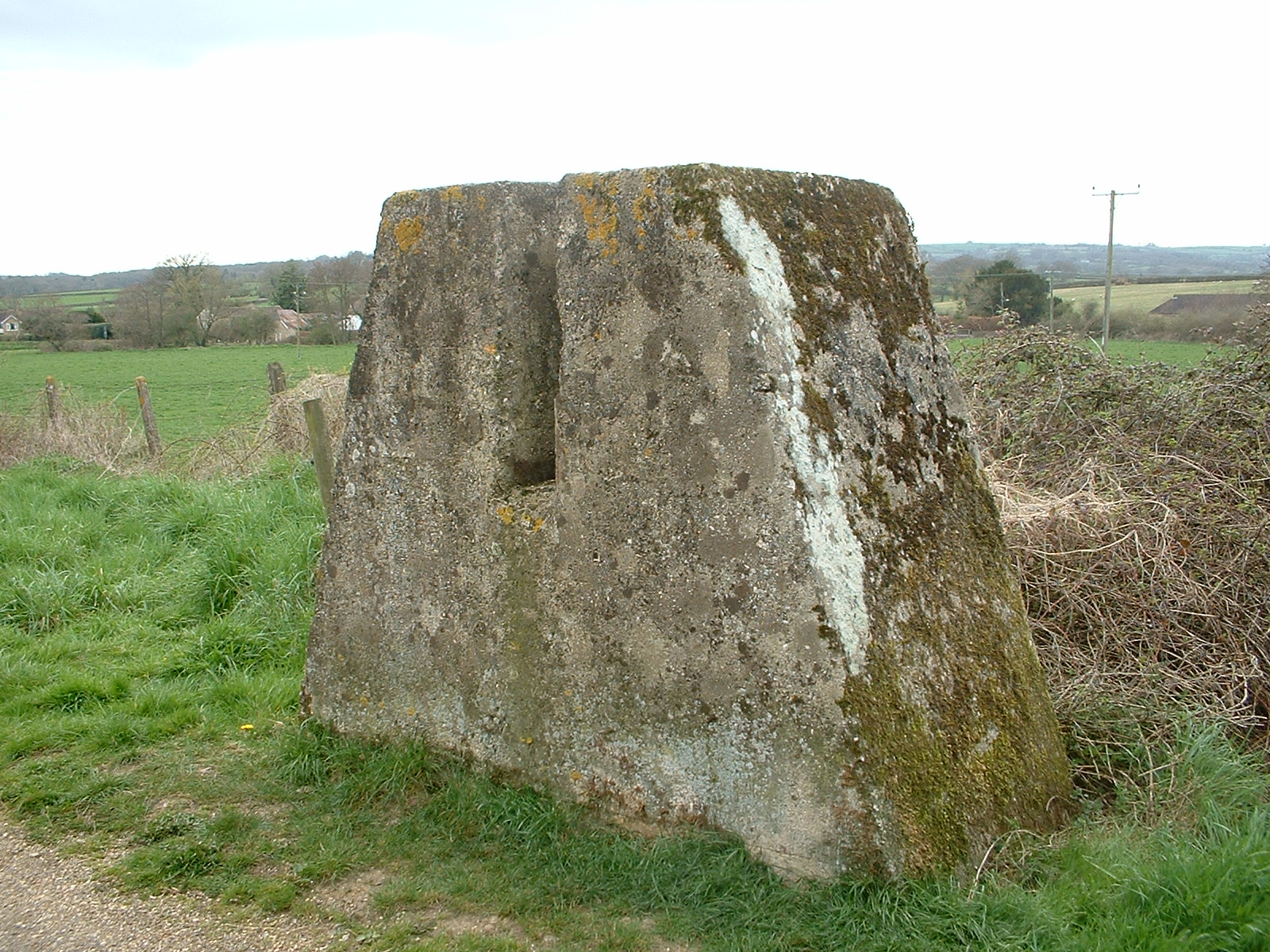
Bloc amovible sur la Ligne d'arrêt Taunton.
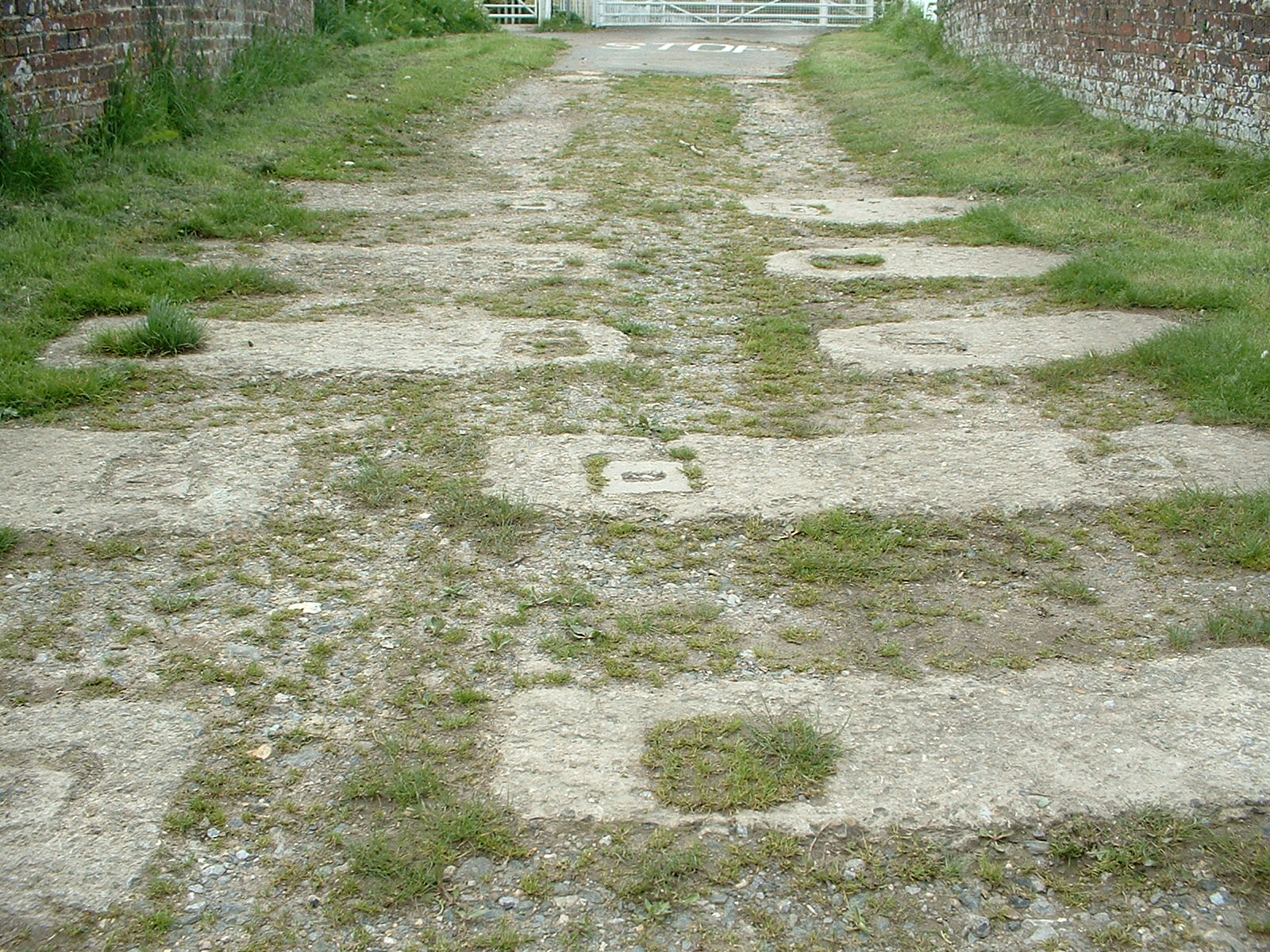
Alvéoles pour un barrage amovible « hérisson » sur un pont sur le canal Kennet et Avon.
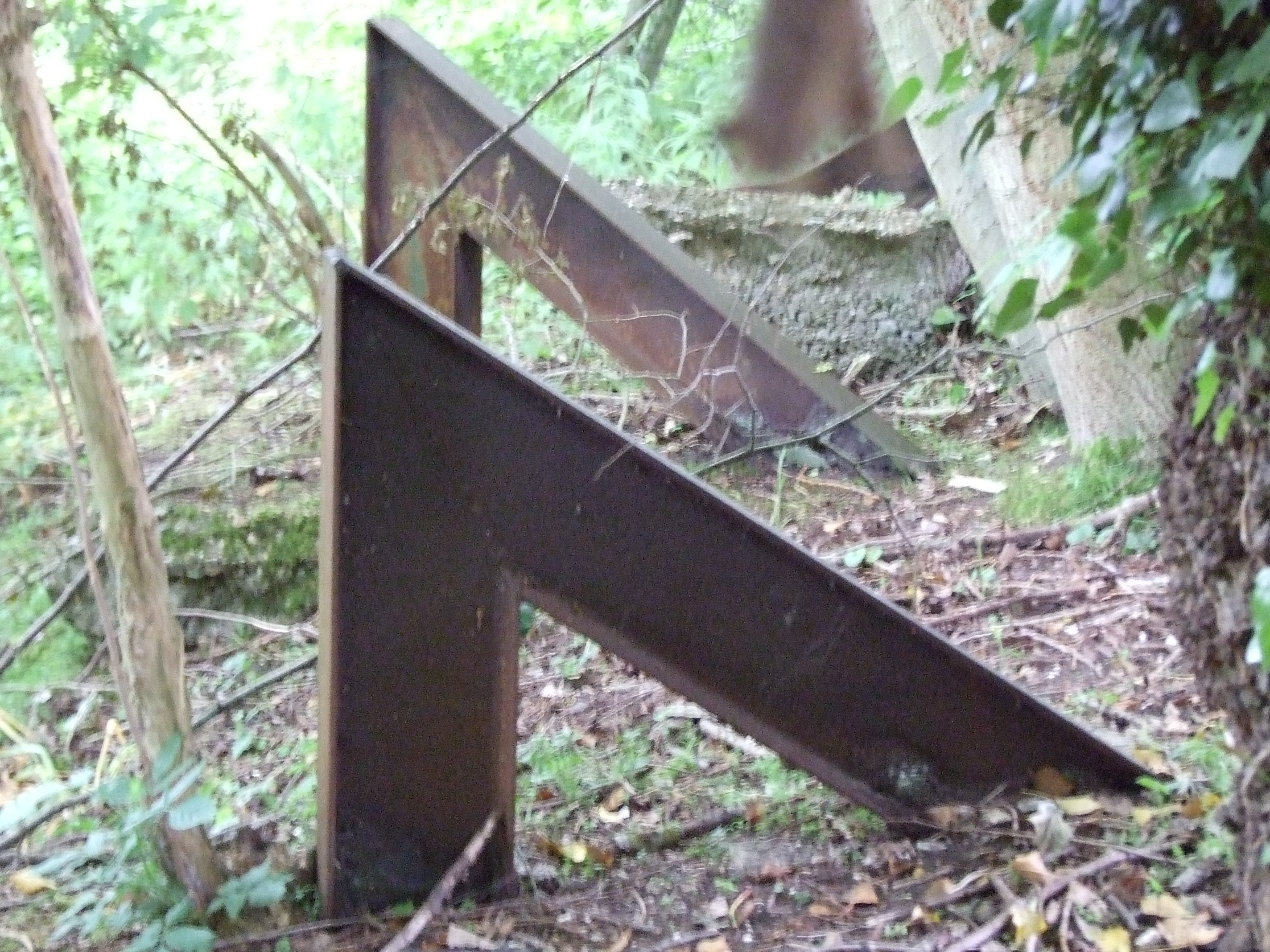
« Épingles à cheveux » subsistant à Narborough (Norfolk).
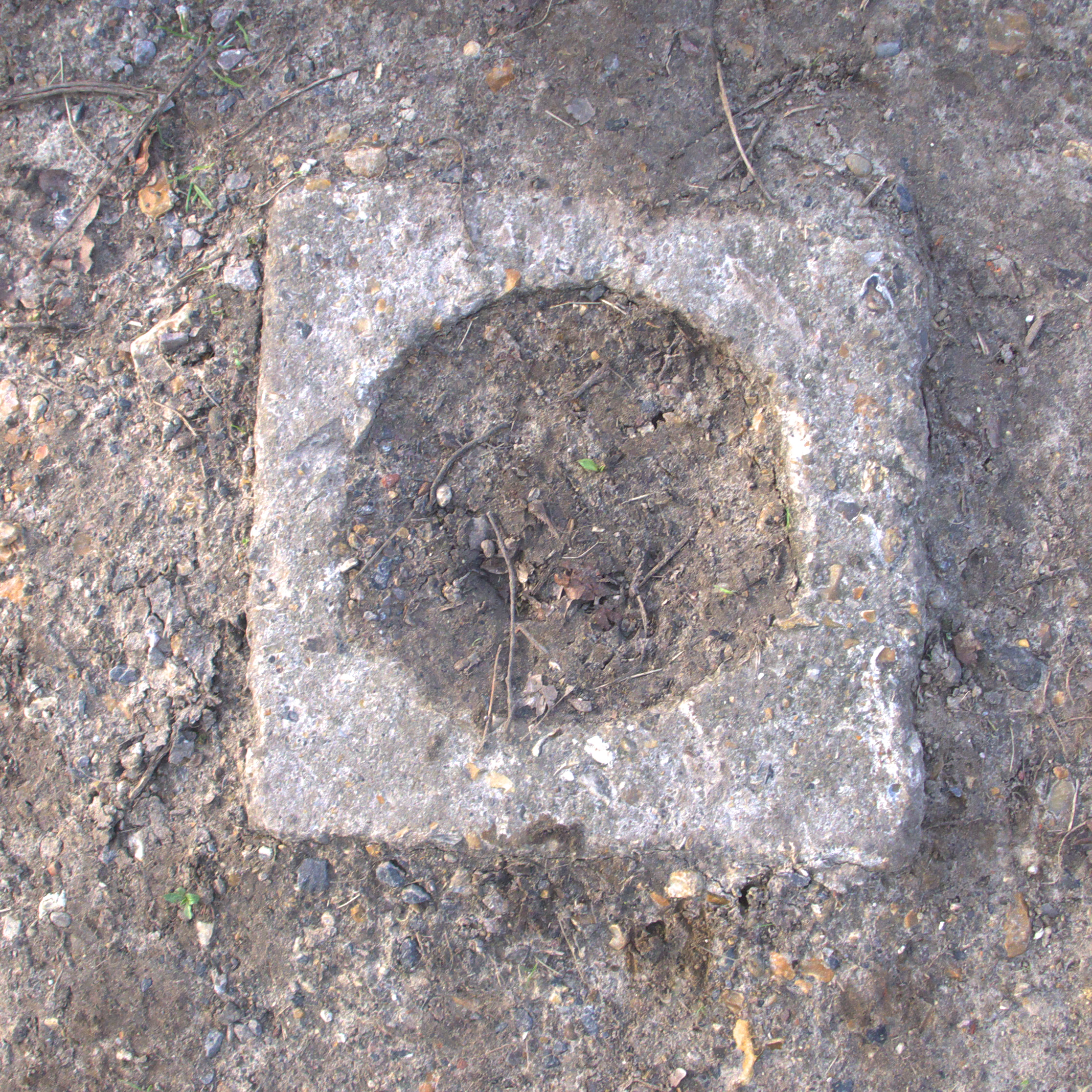
Cavités pour les mines antichar sur un pont enjambant le canal de Basingstoke.

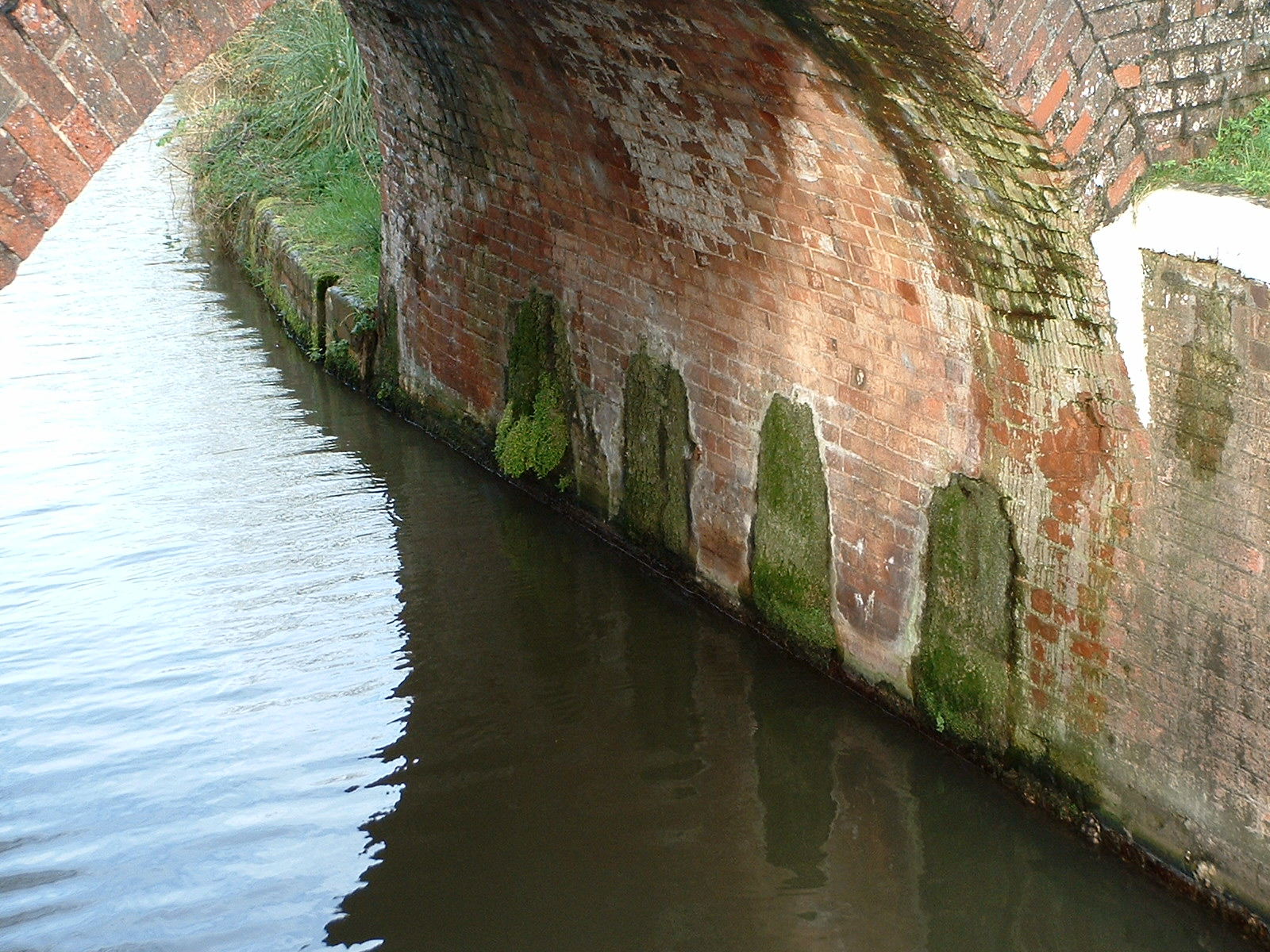
Chambres de démolition sous un pont sur le canal Bridgwater et Taunton, aujourd'hui comblées de béton. Elles apparaissent plus grandes qu'elles ne l'étaient à l'origine.

Des ponts et d'autres points clés avaient été préparés pour la démolition à court terme en installant des chambres remplies d'explosifs. Des rues (en général à un carrefour) étaient préparées avec des explosifs enterrés qui pouvaient être mis à feu pour former instantanément un cratère profond servant alors d'obstacle antichar. La mine tuyau canadienne (plus tard connue sous le nom de « tube McNaughton » d'après le général Andrew McNaughton) consistait en un forage horizontal rempli d'explosifs. Une fois en place elles pouvaient être utilisées pour détruire immédiatement une route ou une piste,,. Les démolitions préparées avaient l'avantage d'être indétectables depuis les airs par l'ennemi qui ne pouvait pas prendre de précautions contre elles ou planifier un itinéraire d'attaque les contournant.
Les points de passage dans le réseau de défense — ponts, tunnels et autres points faibles — étaient appelés nœuds ou points de résistance. Ils furent fortifiés avec des barrages routiers amovibles, des enchevêtrements de fils de fer barbelés et des mines terrestres. Ces moyens de défense passive étaient protégés par des tranchées, des emplacements de canons et de mortiers, et des casemates. Dans certains endroits, des villages entiers furent fortifiés à l'aide d'obstacles et d'échafaudages, de positions fabriquées à partir de sacs de sable et de meurtrières ménagées dans les bâtiments existants.
Les nœuds étaient désignés « A », « B » ou « C » en fonction du temps qu'ils devaient tenir. Les soldats de la Home Guard étaient largement responsables de la défense de ces nœuds ainsi que d'autres foyers de résistance comme les villes et certains villages. Les points nodaux de catégorie « A » et les îlots anti-chars disposaient, en général, d'une garnison de troupes régulières.
Le taux de construction fut frénétique : à la fin de septembre 1940, 18 000 casemates et d'innombrables autres préparations avaient été achevées.

#### Fortifications de campagne

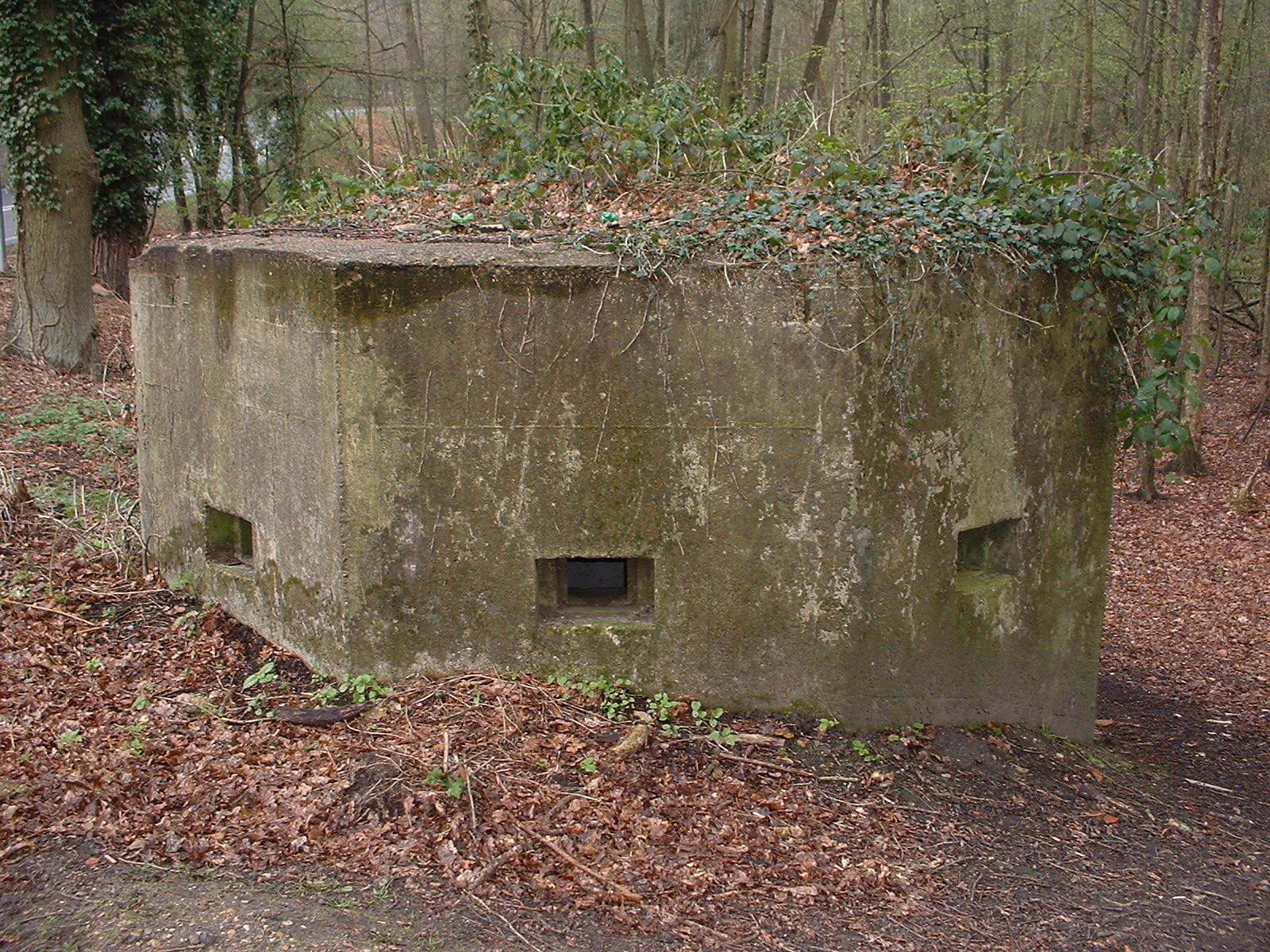
Casemate type FW3/22.

Les fortifications construites en Grande-Bretagne incluent un grand nombre de fortifications de campagne en dur : principalement sous la forme de casemates.
En mai 1940, la Direction des fortifications et travaux (FW3) fut créée au ministère de la Guerre. Son but était de fournir un certain nombre de plans de casemate de base pouvant être construites par des soldats et d'ouvriers locaux en des endroits stratégiquement choisis. Aux mois de juin et juillet suivants, la direction proposa six modèles de base pour abriter des fusils et des mitrailleuses, désignés Type 22 à Type 27. En outre, elle établit des plans pour des emplacements de canons convenables pour le canon QF 2 pounder ou QF 6 pounder (désigné Type 28) et un modèle pour un emplacement destiné à la mise en place d'une mitrailleuse moyenne[Quoi ?].
Il y avait aussi des plans pour des structures de type casemate destinées à des usages divers, y compris abriter des positions antiaériennes, des postes d'observation ou des projecteurs pour éclairer le rivage.
Un petit nombre de casemates avaient été construites durant la Première Guerre mondiale et, lorsque c'était possible, elles furent intégrées dans les plans de défense. Certaines casemates peuvent être antérieures à la publication des plans du FW3, mais il est certain que certains commandants locaux introduisirent des modifications aux plans du FW3 ou créèrent leurs propres modèles. Ces casemates de conception non standard peuvent avoir été produites en faible quantité ou à l'unité car adaptées aux conditions du terrain local. D'autres modèles furent conçus par des entreprises commerciales.
Environ 28 000 casemates et autres fortifications furent construites au Royaume-Uni, dont 6 500 environ subsistent.

#### Aérodromes et zones ouvertes

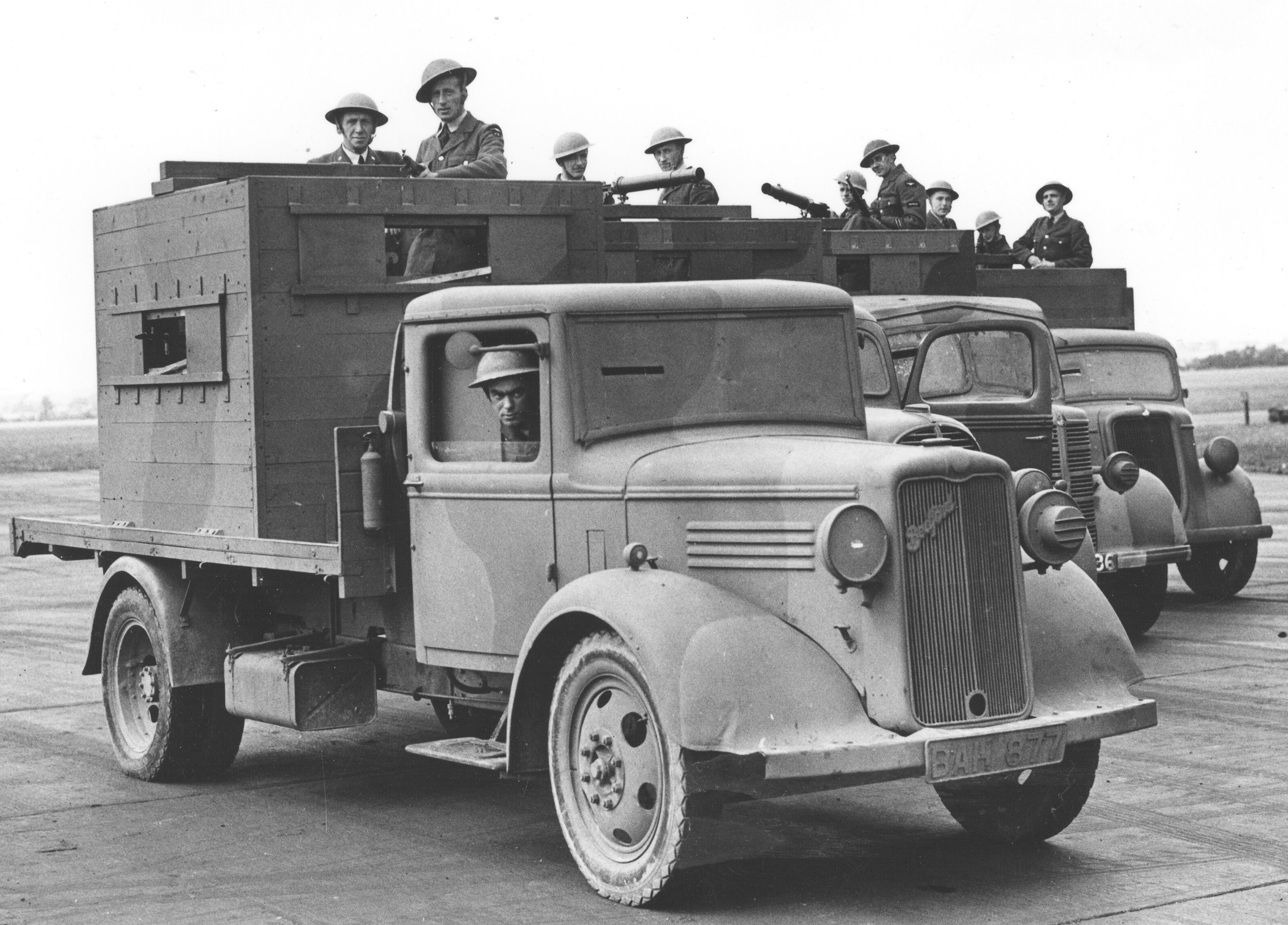
Camions blindés Armadillo - nom du tatou en anglais - de la RAF chargés de la protection des aérodromes.

Les espaces ouverts et dégagés était considérés comme vulnérables à l'invasion depuis les airs : un atterrissage de parachutistes ou de troupes embarquées à bord de planeurs ou d'avions pouvant atterrir et de redécoller à nouveau. Les espaces dégagés ayant une longueur d'au moins 460 mètres (500 yards) de long situés à moins de 8 km (cinq milles) de la côte, ainsi que les aérodromes étaient considérés comme vulnérables. Ils furent neutralisés par des tranchées ou, plus généralement, par des obstacles en bois ou en béton, ainsi que de vieilles voitures,.

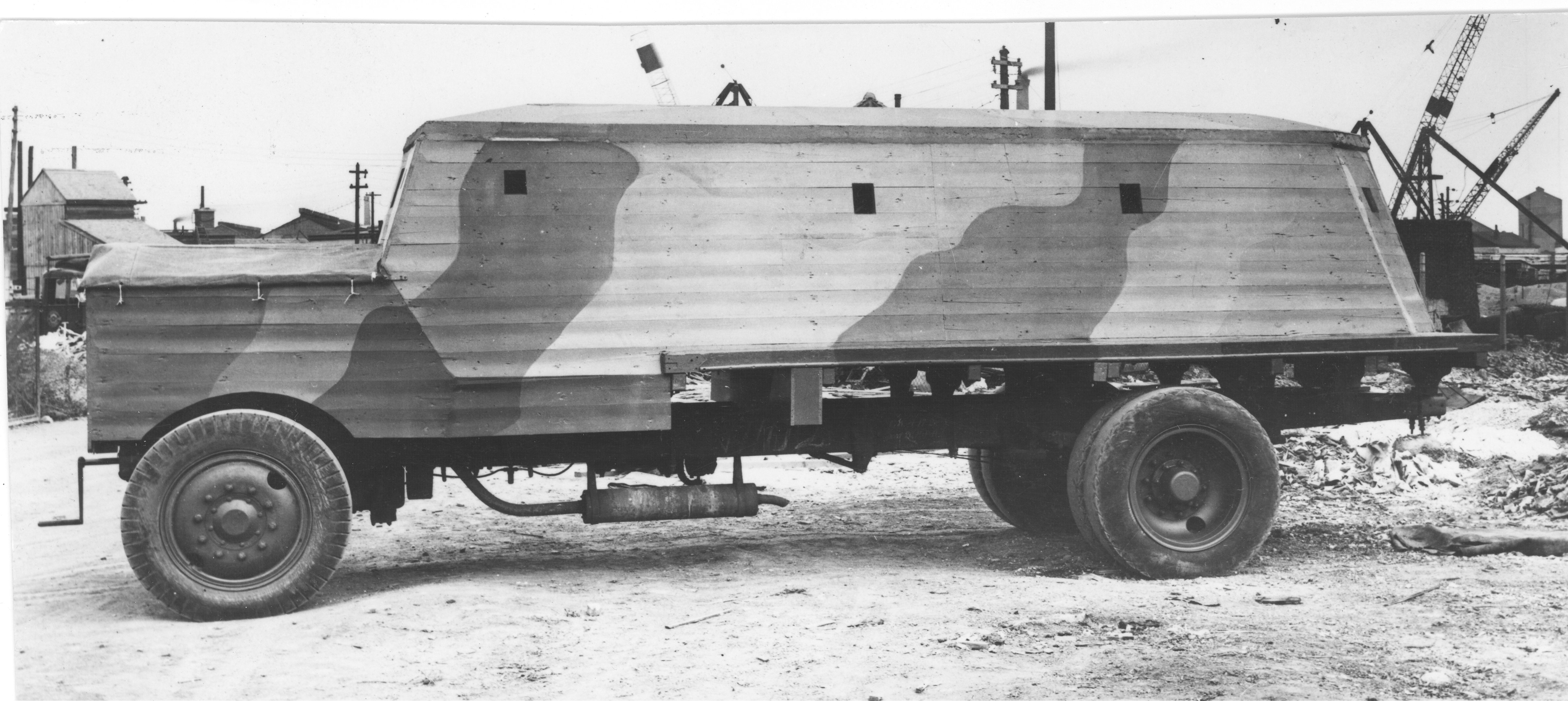
Camion blindé Bison en béton.

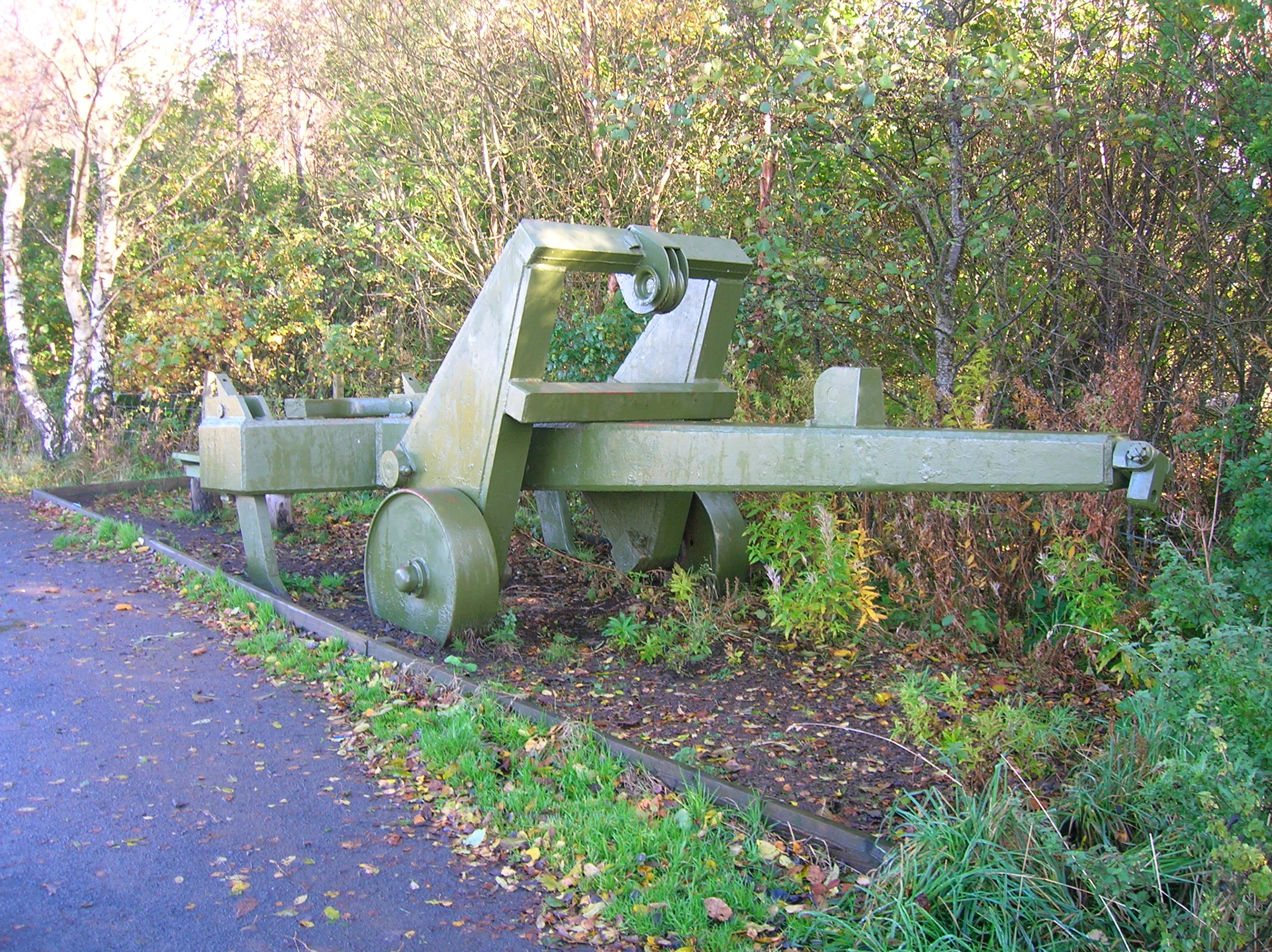
La charrue de piste canadienne.

Sécuriser une piste d'atterrissage était un objectif important pour l'envahisseur. Les aérodromes, considérés comme extrêmement vulnérables, furent protégés par des tranchées et des casemates qui faisait face à l'intérieur, vers la piste, plutôt que vers l'extérieur. Bon nombre de ces fortifications furent définies par le ministère de l'Air, et la conception des défenses était spécifique aux aérodromes. Les défenses ne devraient pas faire face à des armes lourdes, de sorte que le degré de protection était moindre et l'accent était davantage mis sur la visibilité et le champ de tir. Il était difficile de défendre de grands espaces ouverts sans créer d'obstacles à la circulation des aéronefs amis. La solution à ce problème fut le fort Picket Hamilton — une casemate légère qui pouvait être abaissée au niveau du sol lorsque l'aérodrome était en opérations,.
Une autre innovation fut une casemate mobile qui pouvait être amenée sur le terrain d'aviation ; elle était connue sous le nom de « Bison » et se composait d'un camion avec une cabine en béton armé et une casemate en béton sur une plate-forme,. La « charrue de piste » fut construite au Canada et assemblée en Écosse. Un exemplaire est visible à Eglinton Country Park. Elle fut achetée par l'armée, pendant la Seconde Guerre mondiale, pour mettre hors d'usage les pistes d'atterrissage et les lignes de chemin de fer si l'invasion avait lieu, afin de perturber la progression ennemie et dans un contexte de terre brûlée. Elle fut utilisée à l'ancien Domaine Eglinton, qui avait été réquisitionné par l'armée, afin que les opérateurs de l'armée acquièrent l'expérience nécessaire. Elle était remorquée par un puissant tracteur Foden, ou éventuellement via un système de poulies et de câbles.

### Autres mesures défensives anti-invasion
D'autres mesures défensives de base comprenant la suppression des panneaux, des bornes (certaines avaient des inscriptions sculptées qui furent masquées avec du mortier) et des panneaux de gare furent prises afin de semer la confusion chez l'ennemi. Les pompes à essence furent retirées des stations-service près de la côte et une préparation minutieuse, en vue de la destruction de celles qui avaient été laissées, fut mise en œuvre Des plans détaillés furent réalisés pour détruire tout ce qui pourrait s'avérer utile à l'envahisseur comme les installations portuaires, les routes principales et le matériel roulant ferroviaire.

Keep Calm and Carry On, une affiche destinée à remonter le moral de l'opinion publique britannique. Elle était peu connue et ne fut jamais utilisée.

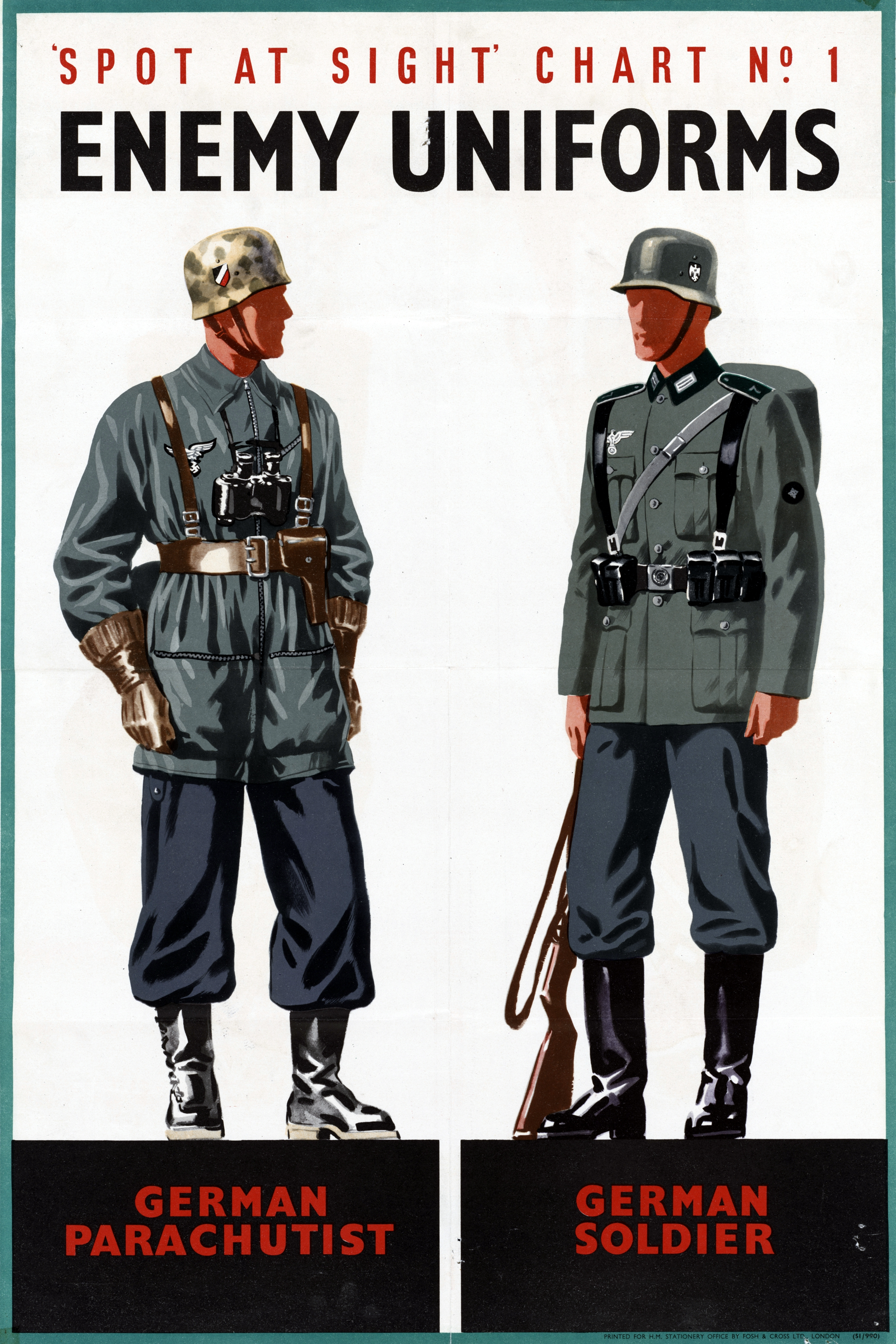
Affiche britannique de la Seconde Guerre mondiale.

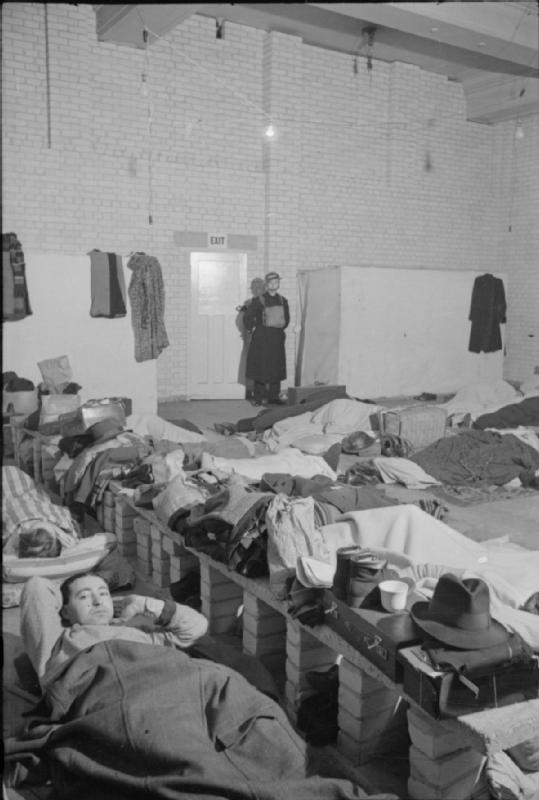
Bobby londonien de garde dans un abri anti-aérien.

Peut-être plus important encore, on apprit à la population ce qui était attendu d'elle. En juin 1940, le ministère de l'information publia « If the Invader Comes, what to do—and how to do it » (« si l'envahisseur arrive, ce qu'il faut faire et comment le faire »),, qui commence comme suit :

« Les Allemands menacent d'envahir la Grande-Bretagne. S'ils le font, ils seront chassés par la Marine, l'Armée de terre et l'armée de l'air. Pourtant, les hommes et de femmes ordinaires de la population civile auront également leur rôle à jouer. Les invasions d'Hitler de la Pologne, de la Hollande et de la Belgique ont été grandement facilitées par le fait que la population civile a été prise par surprise. Elle ne savait pas quoi faire le moment venu. Vous ne devez pas être surpris. [En gras dans le texte original.] Cette brochure vous explique ce que vous devez faire de façon générale. Des instructions plus détaillées vous seront données lorsque le danger se rapprochera. Pendant ce temps, lisez attentivement ces instructions et soyez prêts à les mettre en œuvre. »

La première instruction, donnée avec beaucoup d'insistance, est qu'à moins que l'ordre d'évacuer soit donné, « L'ORDRE EST DE RESTER SUR PLACE » [en lettres capitales dans le texte original]. Les routes ne doivent pas être bloquées par les réfugiés. Des avertissements supplémentaires sont donnés, comme : ne pas croire les rumeurs et ne pas les répandre, se méfier des ordres qui pourraient être truqués et même vérifier que l'agent qui donne les ordres est vraiment britannique.
De plus, il est conseillé de garder son calme et de signaler tout ce qui pourrait sembler douteux rapidement et avec précision, de priver l'ennemi de toutes choses utiles, comme la nourriture, le carburant, les cartes ou le transport, d'être prêt à bloquer les routes, quand cela est demandé : « par l'abattage d'arbres, en en reliant deux ensemble, ou avec des voitures », pour organiser la résistance dans les magasins et les usines, et enfin, dernière consigne :
« RÉFLÉCHISSEZ AVANT D'AGIR. MAIS PENSEZ TOUJOURS À VOTRE PAYS AVANT DE PENSER À VOUS. » [En capitales dans le texte original.]
Le 13 juin 1940, la sonnerie des cloches des églises fut interdite ; désormais, elles ne seraient sonnées que par l'armée ou la police pour avertir que l'invasion (attendue par parachutages) était en cours.
En 1941, dans les villes et les villages des comités d'invasion furent formés pour coopérer avec l'armée et prévoir le pire si leurs communautés devaient être isolées ou occupées. Les membres des comités étaient, en général, des représentants du conseil local, du service Air Raid Precautions, des pompiers, de la police, de la Women's Voluntary Service et de la Home Guard, ainsi que des fonctionnaires de la santé, de l'hygiène et de la nutrition. Les plans de ces comités se sont perdus dans l'histoire de la guerre, mais quelques-uns demeurent. Des inventaires détaillés de tous ce qui pouvait être utile furent établis : les véhicules, les animaux et les outils. Des listes contenant les coordonnées de personnels-clé furent dressées. Des plans furent faits pour un large éventail de situations d'urgence, y compris pour des morgues improvisées et des lieux pour enterrer les morts. Les instructions aux comités d'invasion étaient les suivantes : « (...) chaque citoyen doit considérer comme son devoir d'empêcher et de contrecarrer l'ennemi et d'aider nos propres forces par tous les moyens que l'ingéniosité peut concevoir et que le bon sens suggère ».
Il est clair que plus qu'une simple résistance passive était attendue - ou du moins espérée - de la part de la population. Churchill examina la possibilité de former une réserve à la Home Guard, en ne leur fournissant qu'un brassard et une formation de base sur l'utilisation d'armes de base, comme des cocktails Molotov. La réserve n'aurait été mobilisée qu'en cas d'invasion. Plus tard, Churchill écrivit comment il envisageait l'utilisation de la bombe collante : « Nous avions l'image à l'esprit que des soldats ou des civils dévoués iraient tout près du char et plaqueraient la bombe dessus, même si son explosion pouvait leur coûter la vie ». Il enregistra également plus tard comment il avait l'intention d'utiliser le slogan « Vous pouvez toujours en emmener un avec vous (ie : dans l'au-delà) ».
Lorsque le Royaume-Uni déclara la guerre le 3 septembre 1939, les effectifs de la Metropolitan Police s'établissaient à 18 428 hommes, il lui manquait 900 agents pour être à effectif complet. En raison de la menace d'invasion, trois groupes de réserve avaient été mobilisés. Le premier se composait de 2 737 retraités de police qui avaient été réembauchés, la seconde réserve comprenait 5 380 volontaires servant sur une base temporaire à temps plein pour la durée de la guerre, et 18 868 volontaires réservistes employés sur la même base que les volontaires. Le jour même de la bataille de Dunkerque, Scotland Yard publia un mémorandum précisant les règles d'utilisation des armes à feu par la police en temps de guerre. Il détaillait la formation prévue pour tous les agents à l'utilisation de pistolets et de revolvers. Il fut également décidé que, même si la police était une force non-combattante, elle garderait des sites présentant des risques de sabotage par l'ennemi, et aiderait les armées britanniques en cas d'invasion. C'est pourquoi, la quantité d'armes à feu et de munitions fournies aux forces de police fut augmentée. Le 1er juin 1940, 3 500 fusils canadiens Ross Mark III, qui avaient pour la dernière fois servi en 1916, et 72 384 cartouches de calibre .303 furent distribués par l'armée et réparties entre les divisions. La division de la Tamise avait la plus petite dotation avec 61 fusils, et la division « S » la plus importante avec 190 fusils. Cinquante fusils furent également fournis à la brigade de pompiers de London et à la police du port de Londres.

#### Armes, pétrole et poison

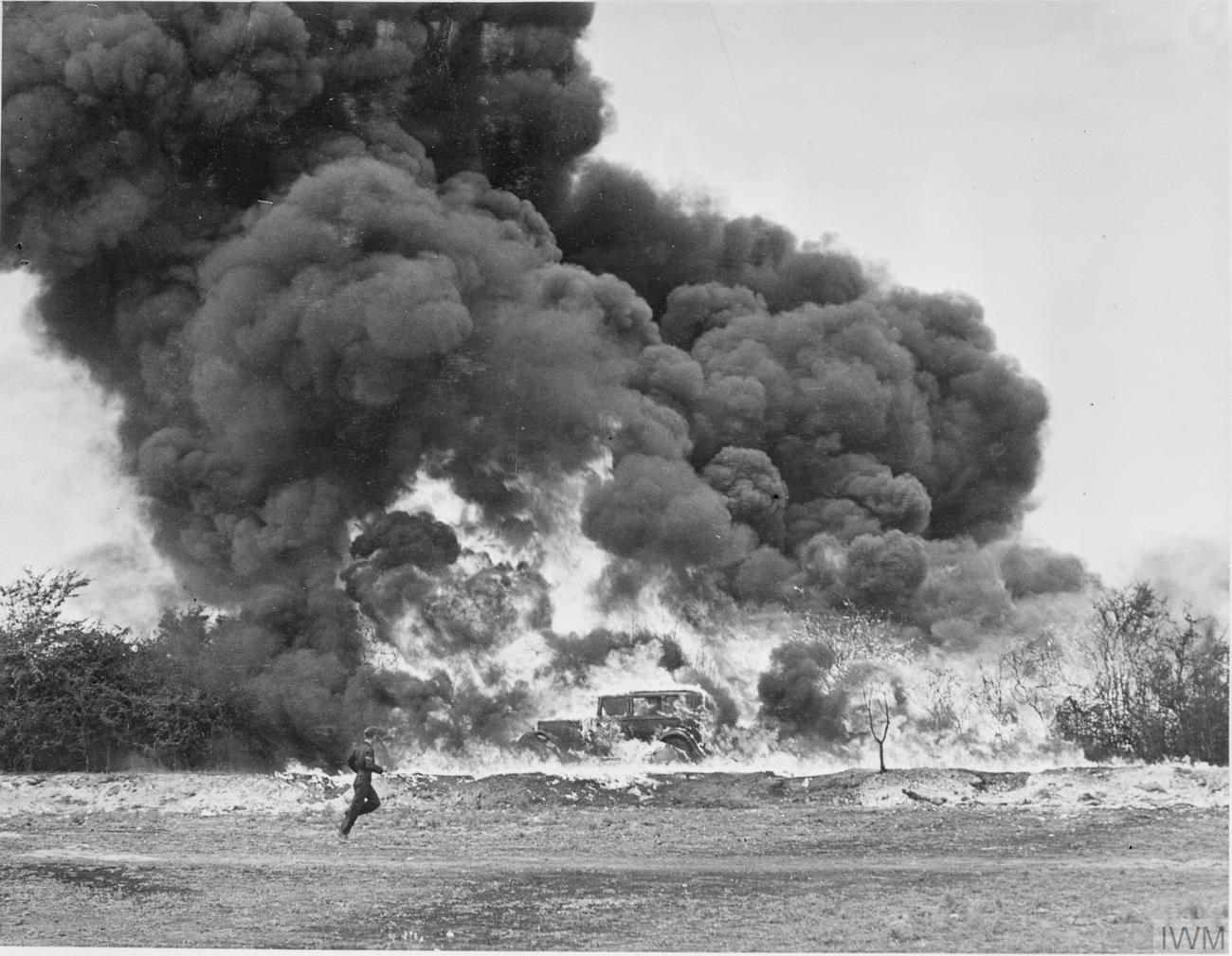
Une démonstration d'une fougasse incendiaire quelque part en Grande-Bretagne. Une voiture en flammes enveloppée par un énorme nuage de fumée (vers 1940).

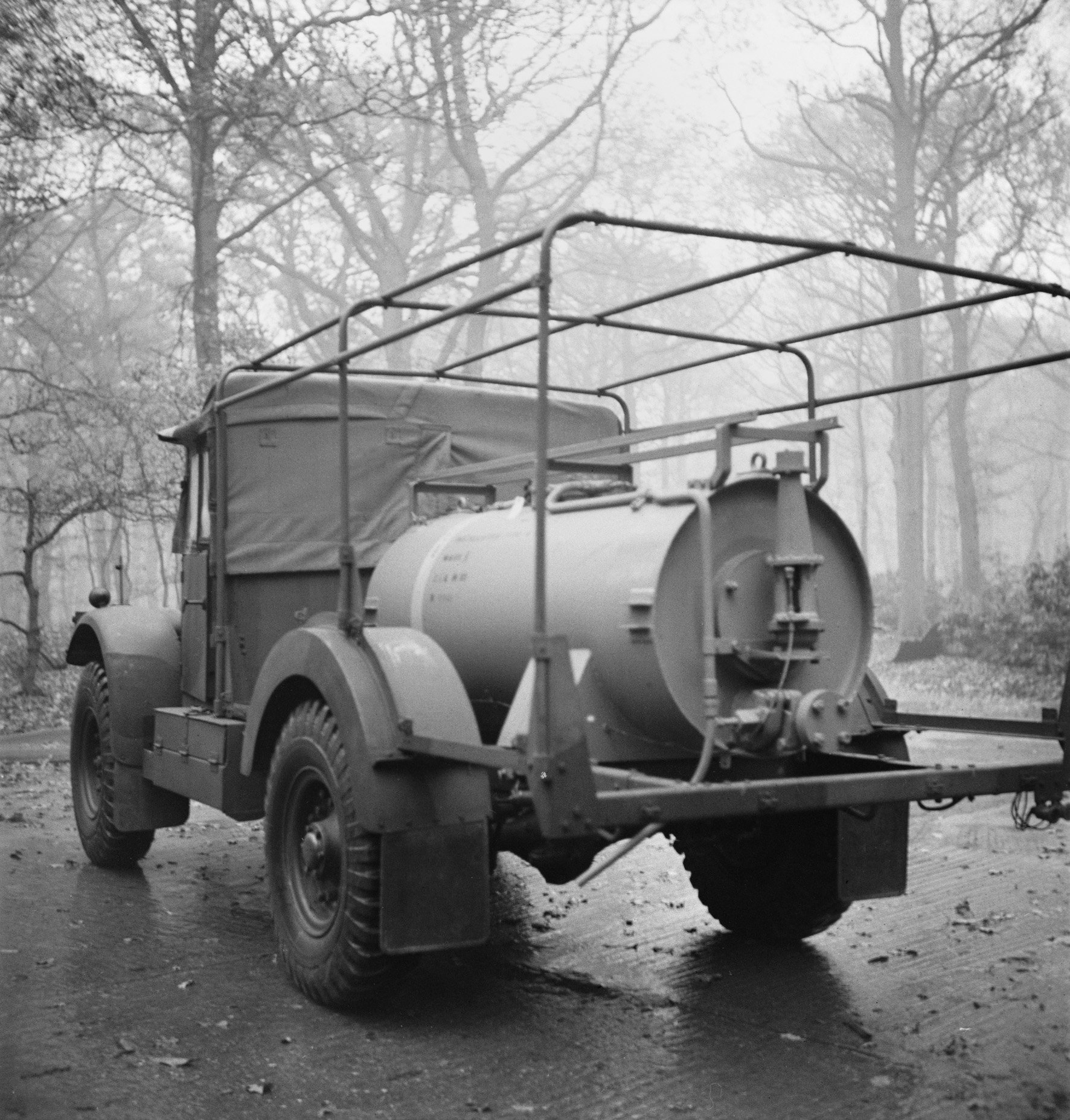
Véhicule transportant un réservoir contenant un produit destiné à la guerre chimique (vers 1940).

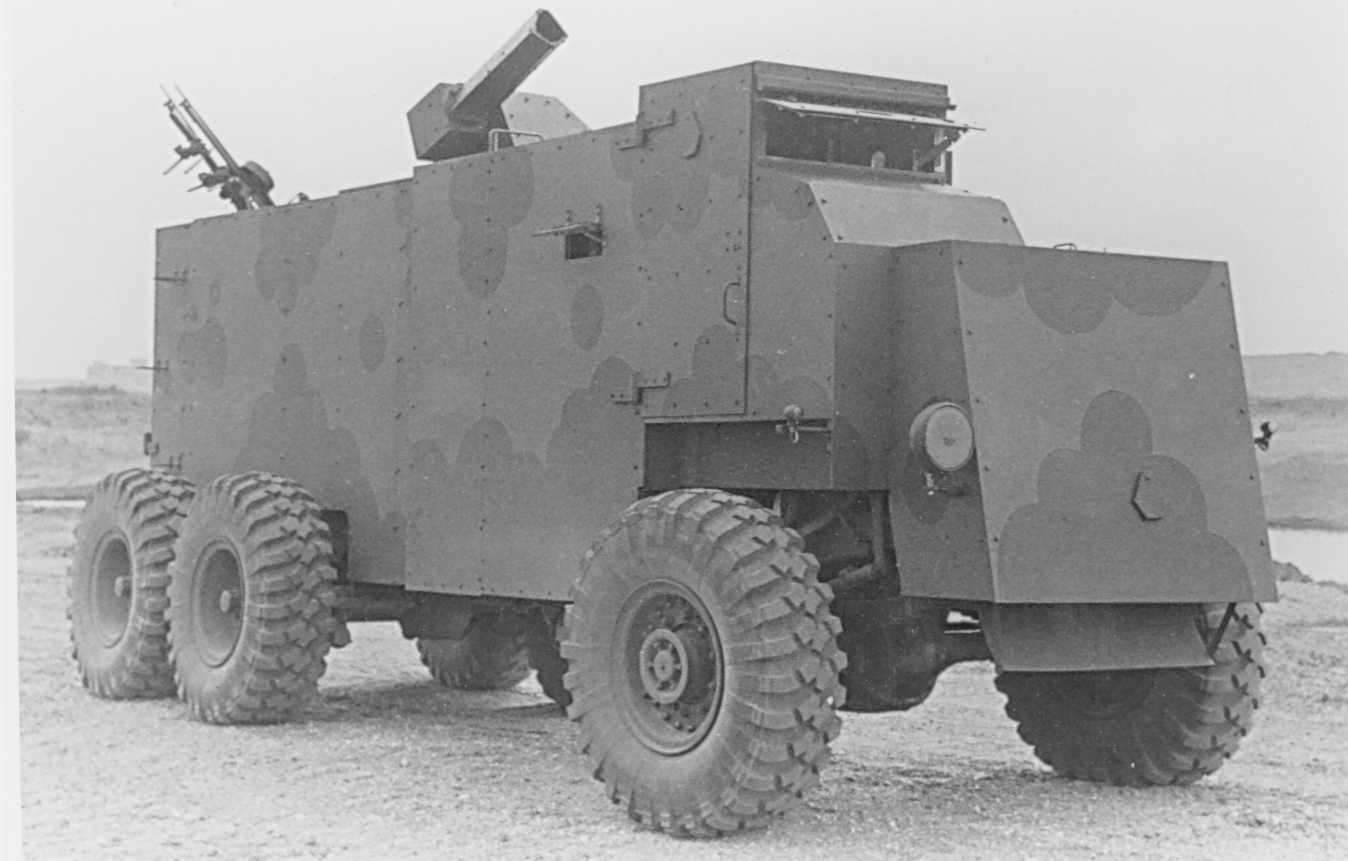
Véhicule de combat improvisé Cockatrice équipé d'un lance-flamme et monté sur un châssis de camion AEC Matador.

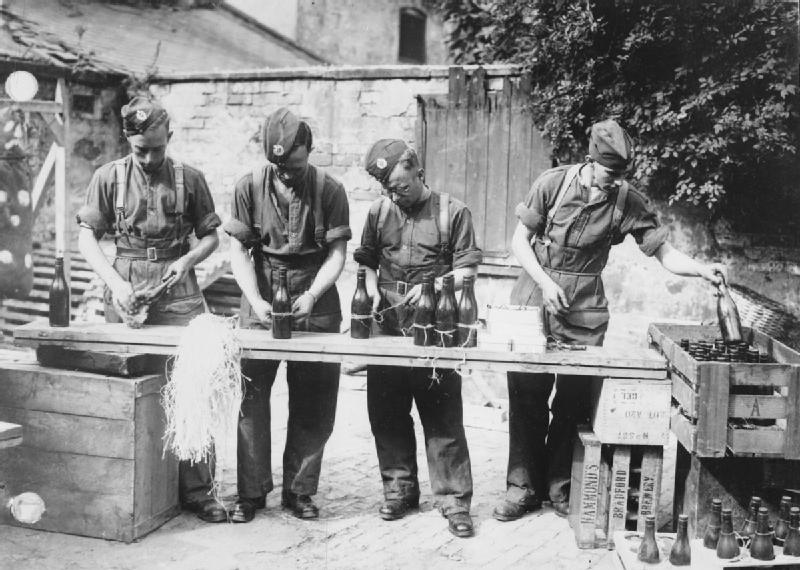
Des soldats de la 211 Field Park Company, Royal Engineers préparant des cocktails Molotov.

En 1940, les armes manquaient cruellement au Royaume-Uni, en particulier les armes anti-chars, car beaucoup avaient été abandonnées en France. Ironside avait seulement 170 canons anti-chars QF 2 pounder, qui avaient été complétés par 100 canons QF 6 pounder Hotchkiss datant de la Première Guerre mondiale, utilisés dans un rôle anti-char en tirant des munitions pleines. À la fin juillet 1940, 900 canons de campagne de 75 mm supplémentaires avaient été reçus en provenance des États-Unis, les Britanniques ayant désespérément besoin de tout ce qui pouvait être capable de stopper des véhicules blindés.
Les produits pétroliers étaient une des rares ressources disponibles abondantes, les quantités destinées à l'Europe étant stockées dans les installations de stockage britanniques. Des efforts considérables furent mis en œuvre pour transformer ces produits pétroliers en armes de guerre. L'armée n'avait pas utilisé de lance-flammes depuis la Première Guerre mondiale, mais un nombre important furent improvisés à partir d'équipements de graissage sous pression acquis auprès de garages de réparation automobile. Bien que d'une portée limitée, ils étaient raisonnablement efficaces.
Beaucoup d'idées furent émises pour utiliser le pétrole à plus grande échelle et, bien que beaucoup se soient révélées inefficaces, un certain nombre d'armes furent développées.
Ainsi, un piège mobile incendiaire constitué d'un réservoir sur camion fut inventé. Le contenu pouvait être pulvérisé dans un chemin creux et enflammé. Un piège à flamme statique fut préparé avec des tuyaux perforés courant le long d'une route reliés à un réservoir surélevé de 600 gallons impériaux (2 730 l). Habituellement la gravité suffisait, mais dans quelques cas, une pompe aidait à la pulvérisation d'un mélange d'huile et d'essence.
Une fougasse incendiaire (mine improvisée) était composée d'un fût en acier léger d'une contenance de 40 gallons rempli avec un mélange de pétrole et doté d'un petit détonateur électrique. Elle était enterrée le long des routes et camouflée. La charge propulsive était à base d'ammonal ; placée derrière le fût, elle causait la rupture du fût et projetait un jet de flammes de 3 m de large et de 27 m de long lorsque la mise à feu était déclenchée,. Elle était habituellement disposée en batteries de quatre fûts et était placée à des endroits bien précis tels qu'un virage, une pente raide ou un barrage routier, là où les véhicules étaient obligés de ralentir.
Des variantes de la fougasse incendiaire furent mises au point dont la « demigasse », un baril couché sur le côté, à l'air libre, avec des explosifs enfouis dessous, et le « sauteur de haie » : un baril rempli d'explosifs enfoui à quelques centimètres de profondeur et un peu décentré par rapport à la route. Lors de la mise à feu, le fût était projeté à 3 m en l'air au-dessus de la haie ou du mur derrière lequel il avait été caché,. 50 000 fougasses incendiaires furent installées dans 7 000 sites différents, principalement dans le Sud de l'Angleterre et sur plus de 2 000 sites en Écosse.
Les premières expériences effectuées avec du pétrole flottant sur la mer ne furent pas concluantes à cause de problèmes de mise à feu. Le carburant était difficile à enflammer, de volumes importants étaient nécessaires pour recouvrir une zone de taille modeste et les vagues perturbaient cette « arme ». Cependant, le potentiel était évident. Au début de 1941, une technique de barrage de flammes fut développée. Plutôt que d'essayer d'enflammer le pétrole flottant sur l'eau, des buses furent placées au-dessus du niveau de la mer et alimentées par des pompes afin d'avoir une pression suffisante pour pulvériser le pétrole produisant un mur de flamme au-dessus, plutôt que sur l'eau. Ces installations consommaient des ressources considérables et bien que cette arme ait été impressionnante, son réseau de conduites était vulnérable aux bombardements qui précéderaient un débarquement. Le général Brooke ne la jugea pas efficace. Initialement ambitieux, les projets furent réduits à quelques kilomètres de plages,.
Il semble probable que les Britanniques auraient utilisé des gaz toxiques contre les troupes sur les plages. Le général Brooke, dans une annotation dans son journal de guerre (publié), déclara qu'il « avait l'intention d'utiliser du gaz moutarde pulvérisé sur les plages ». Du gaz moutarde avait été fabriqué, ainsi que du chlore, du phosgène et du vert de Paris. Des gaz toxiques était stockés en des points-clés pour une utilisation par le Royal Air Force Bomber Command ; de plus petites quantités dans de nombreux aérodromes, pour les utiliser sur les plages. Des bombardiers et des pulvérisateurs agricoles aurait diffusé du gaz moutarde et du vert de Paris sur les péniches de débarquement,,.

#### Tromperie et désinformation
En plus de dissimuler les véritables armes et fortifications à l'ennemi, des mesures furent prises pour faire croire à l'existence de moyens de défense qui n'étaient pas réels. Des tuyaux de drainage tenaient lieu de canons, des casemates factices furent construites,, et des mannequins en uniforme montaient la garde.
Les volontaires furent encouragés à utiliser tout ce qui pourrait retarder l'ennemi. Un jeune membre de la Home Guard (LDV) rappelait :

« Dans les villages, tous les murs ou bâtiments existants furent utilisés pour créer des meurtrières pour le tir ou pour passer des chaînes lourdes et des câbles au travers pour former des barrières suffisamment résistantes pour ralentir ou arrêter les véhicules non blindés. Les chaînes et les câbles pouvaient également être transformés en barrières psychologiques pour les chars en y attachant une imitation de bombe, une impression qui pourrait être augmentée en reliant une longueur de câble de la « bombe » à un poste placé hors du champ visuel du commandant de char. Ces positions pouvaient être rendues encore plus crédibles en enfouissant (de façon visible) juste en face de l'obstacle une vieille assiette à soupe, ou un objet similaire. Pour les lieux où le temps nécessaire à l'installation de ce câble n'était pas disponible, nous avions des cylindres de béton de la taille d'un baril de 45 gallons prêt à être roulé sur une route. Ces cylindres avaient généralement une boucle en métal scellée à une extrémité par laquelle un câble pouvait être passé pour en relier plusieurs ensemble. De même, un colis suspect pouvait y être rattaché pour renforcer l'illusion. »

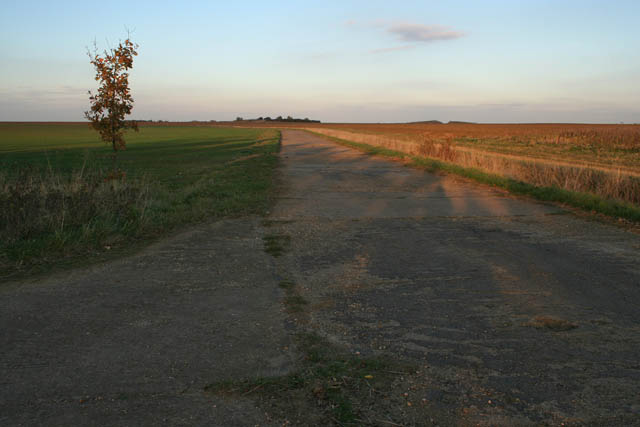
Folkingham Airfield, un faux aérodrome sur lequel furent installés des avions et éclairages factices qui leurrèrent la Luftwaffe. En 1943, la zone devient un véritable aérodrome pour bombardiers.

En 1938, une section, financée par le MI6, fut créée pour la propagande. Elle était dirigée par Sir Campbell Stuart et occupait des locaux à Electra House ; elle fut surnommée Department EH. Le 25 septembre 1939, la section fut mobilisée à Woburn Abbey où elle a rejoint une équipe de subversion du MI6, connue sous le nom de Section D ; en juillet ces équipes sont devenues une partie du tout nouveau Special Operations Executive (SOE). Ces éléments du SOE formèrent le noyau du Political Warfare Executive en 1941. Leur tâche consistait à répandre des rumeurs et à mener la guerre psychologique. Inspirée par une démonstration de la guerre du pétrole[pas clair], une rumeur prétendait que les Britanniques disposaient d'une nouvelle bombe : larguée d'un aéronef, elle répandait un mince film de liquide volatil sur la surface de l'eau puis y mettait le feu. Ces rumeurs étaient crédibles et se propagèrent rapidement. Le journaliste américain William Shirer a signalé un grand nombre de victimes de brûlures à Berlin ; si on ne sait pas ce qu'il a personnellement vu, il semble probable que ses rapports avaient été influencés par des rumeurs. L'interrogatoire d'un pilote de la Luftwaffe a révélé que l'existence de ces armes était de notoriété publique, et des documents trouvés après la guerre montrèrent que le haut commandement allemand avait été abusé. La rumeur semblait prendre une vie propre des deux côtés, conduisant à des histoires récurrentes d'invasion allemande contrariée, en dépit des dénégations officielles britanniques,,. Le 15 décembre 1940, le New York Times publia un article affirmant que des dizaines de milliers de soldats allemands avaient été tués dans deux tentatives d'invasion ratées.

#### Résistance planifiée

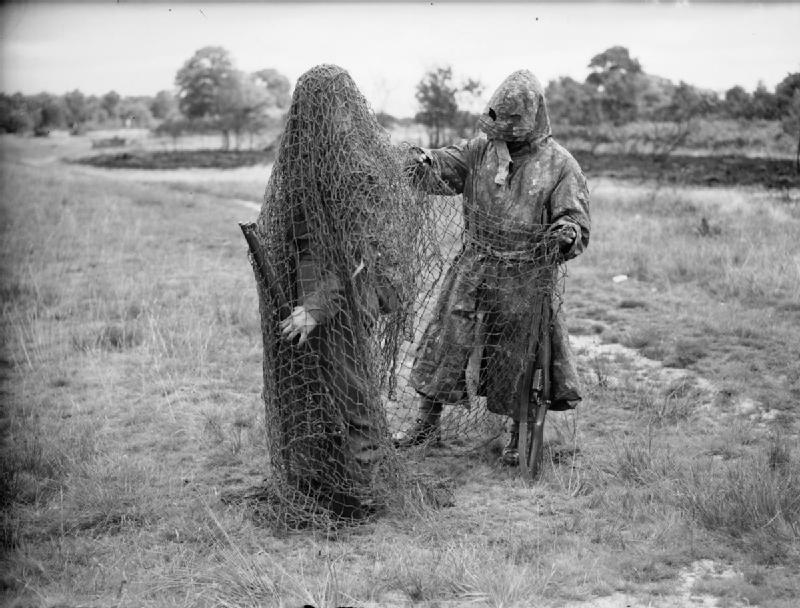
Matériel de camouflage individuel.

Les unités auxiliaires formaient une organisation secrète, spécialement formée pour, lors d'une invasion, résister derrière les lignes ennemies. Sélectionnés pour leurs aptitudes et leur connaissance de l'environnement local, des hommes ont été recrutés pour la plupart dans la Home Guard, qui leur a également fourni une couverture. Organisées en patrouilles de 4 à 8 hommes, chacune constituant une cellule autonome, devant être auto-suffisante. Chaque patrouille disposait d'une base opérationnelle cachée sous terre, généralement construite en bois et camouflée,.
Les unités auxiliaires étaient bien équipées et approvisionnées en nourriture pour 14 jours (leur espérance de vie présumée).
En outre, un réseau de personnel civil fut recruté pour servir de service de renseignement et d'espionnage sur les formations et mouvements de troupes ennemies. Des rapports auraient été collectés à partir de boîtes aux lettres mortes et relayés par les opérateurs radio du Royal Signals depuis des lieux tenus secrets.

## La protection civile britannique pendant la guerre

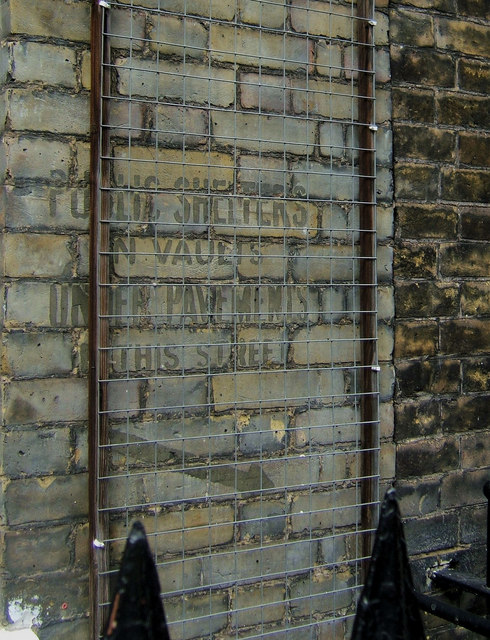
Peinture murale indiquant l'emplacement d'un abri anti-aérien conservée dans Longmoore Street à Londres.

### Évacuations des populations
Dans certains régions, les citoyens non essentiels furent évacués. Dans le comté de Kent, 40 % de la population fut déplacée ; dans l'Est-Anglie, ce chiffre monte à 50 %.

## Bilan des mesures de défense britanniques

### Bilan des mesures anti-invasion

#### La menace s'éloigne

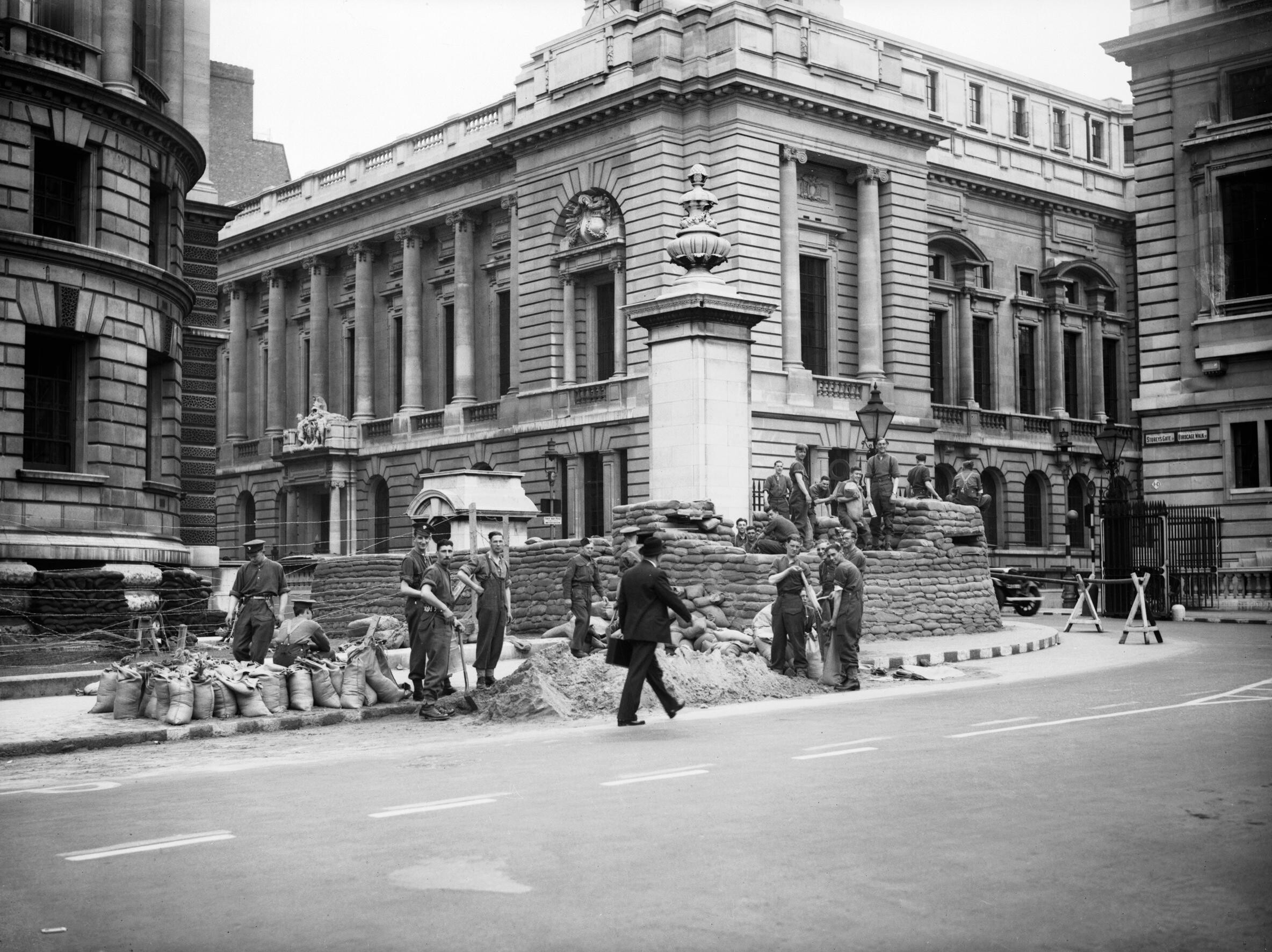
Des Grenadier Guards construisant une protection avec des sacs de sable autour d'un monument.

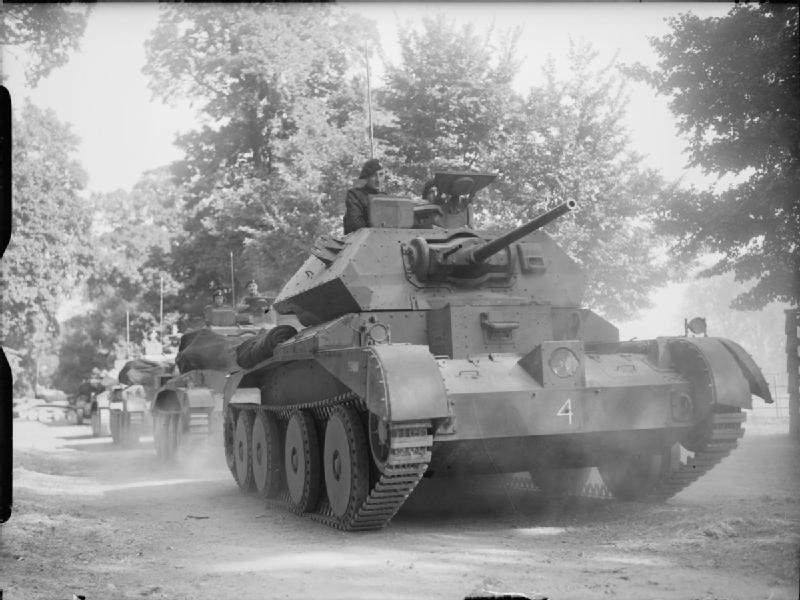
Une unité blindée lors d'un entraînement en septembre 1940.

Après l'évacuation de Dunkerque, la population britannique croyait que l'invasion pouvait survenir à n'importe quel moment. Les préparatifs allemands demanderaient au moins quelques semaines, mais toutes les précautions défensives furent prises avec un sentiment d'extrême urgence. À l'été 1940, une tentative d'invasion pouvait se produire à n'importe quel moment, mais certains moments était plus propices que d'autres, en fonction de la phase de la lune, des marées et, surtout, des conditions météorologiques. Le temps se détériore de façon significative après le mois de septembre, mais une invasion en octobre n'était pas inenvisageable. Le 3 octobre, le général Brooke a écrit dans son journal :
« Toujours pas d'invasion ! Je commence à penser que les Allemands ne peuvent pas la tenter après tout. Et pourtant ! Je pense avec horreur qu'ils peuvent encore nous apporter quelque surprise. »
La bataille d'Angleterre fut gagnée le 12 octobre 1940, ce que les Britanniques ignoraient à l'époque. Si bien qu'Hitler reporta l'opération Seelöwe pour le printemps 1941. Au printemps, les défenses de Grande-Bretagne s'étaient beaucoup améliorées, avec beaucoup plus d'hommes entraînés et équipés, des fortifications de campagne atteignant un niveau élevé de préparation. Avec l'amélioration de la confiance de la nation, le Premier ministre, Churchill, a pu dire :
« Nous attendons l'invasion promise depuis longtemps. Les poissons aussi... »
Lorsque l'Allemagne envahit l'Union soviétique, le 22 juin 1941, une tentative d'invasion était devenue peu probable aussi longtemps que ce front demeurerait indécis, du point de vue britannique. En juillet 1941, la construction de fortifications de campagne fut réduite considérablement. On envisagea la possibilité d'un raid en force plutôt que d'une invasion à grande échelle.
Le 7 décembre 1941, la flotte japonaise lança une attaque aérienne surprise contre la flotte américaine à Pearl Harbor ; à la suite de quoi l'Allemagne déclara la guerre aux États-Unis faisant basculer ouvertement les Américains aux côtés des Anglais. Avec la stratégie américaine du « Germany first » (« l'Allemagne d'abord »), les ressources affluèrent au Royaume-Uni, mettant ainsi fin au danger de l'invasion, après deux ans d'attente.

#### Les préparatifs auraient-ils été efficaces?
Le général Brooke confiait souvent ses inquiétudes à son journal intime. Lors de sa publication, il y a inclus des annotations supplémentaires écrites plusieurs années plus tard :

« ... je considérais l'invasion comme une menace très réelle et très probable, pour laquelle l'armée de terre à ma disposition était loin de ce que je pensais nécessaire pour être confiant dans notre capacité à défendre ces côtes. On ne doit pas comprendre que je considérais notre position comme impuissante dans le cas d'une invasion. Loin de là. Nous devrions certainement mener une lutte désespérée et que l'avenir pourrait bien être dans la balance, mais je sentais qu'avec un peu de chance, nous devrions certainement réussir finalement à défendre ces côtes. Il faut se rappeler que, si mon journal de temps en temps donna libre cours à certains des doutes que la lourde responsabilité génère, ce journal était le seul et unique exutoire pour de tels doutes. [En italique dans l'original] »

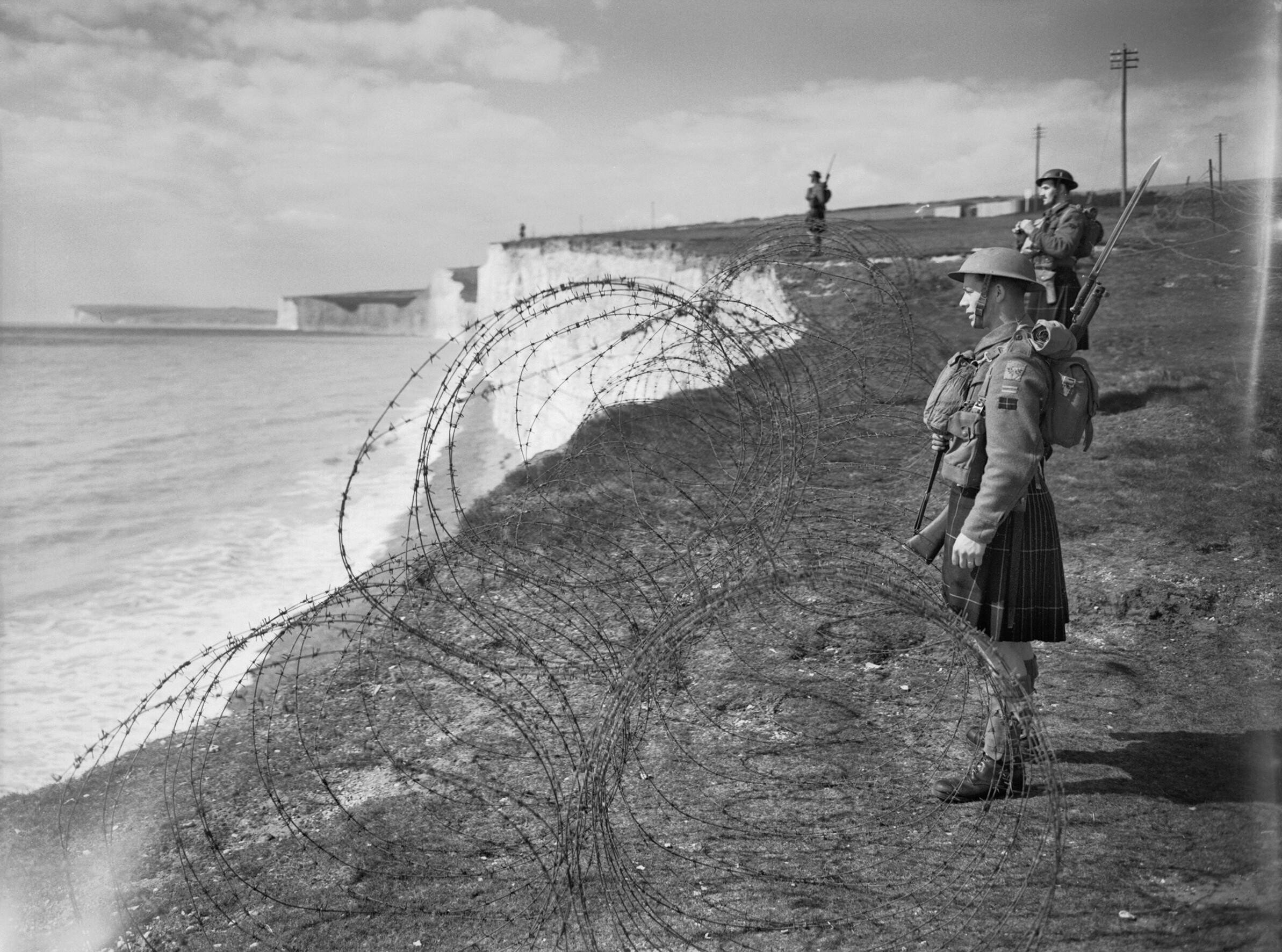
Soldats écossais du Seaforth Highlanders sur les falaises de la Manche.

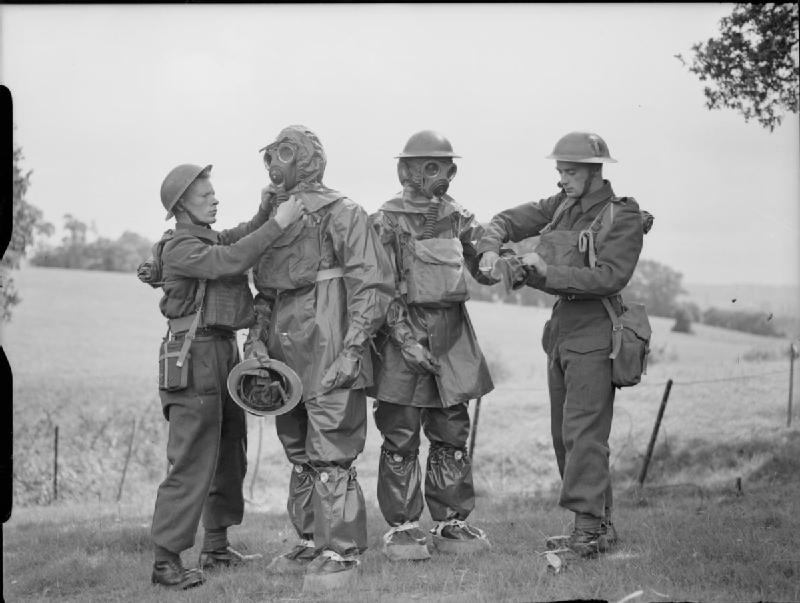
Entraînement à la guerre chimique en août 1940.

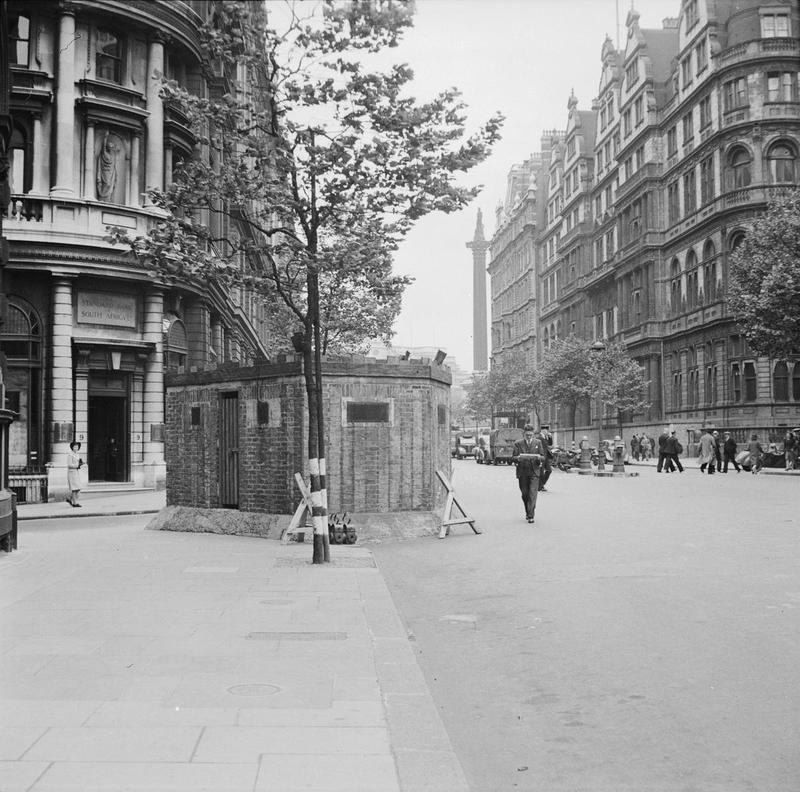
Pillbox dans les rues de Londres.

La question de savoir si les moyens de défense auraient été efficaces dans l'invasion fait débat. À la mi-1940, les préparatifs se sont fortement appuyés sur des fortifications de campagne. La Première Guerre mondiale a clairement montré qu'attaquer des défenses préparées avec de l'infanterie était coûteux et difficile, mais des défenses similaires en Belgique avait été prises par des divisions blindées allemandes bien équipées dans les premières semaines de 1940 et avec tout l'armement abandonné à Dunkerque, les forces britanniques étaient très mal équipées pour contrer des blindés allemands. D'autre part, tandis que les préparatifs de la défense britannique étaient improvisés, les plans d'invasion allemands l'étaient aussi. Une flotte de 2 000 barges converties et autres bateaux avaient été précipitamment mise à disposition et leur aptitude était discutable, en tout cas, les Allemands ne pouvaient pas faire atterrir de troupes avec tout leur équipement lourd. Jusqu'à ce que les Allemands ne capturent un port, les deux armées auraient été à court de chars et de canons lourds.
Ultérieurement, les expériences, de l'armée canadienne durant le raid désastreux sur Dieppe en 1942, des forces américaines à Omaha Beach le jour J et l'invasion des îles du Pacifique tenues par les Japonais, ont montré que dans de bonnes conditions, un défenseur pourrait faire payer un prix exorbitant aux forces d'assaut, en lui causant des pertes significatives et en retardant les forces ennemies jusqu'à ce que des renforts puissent être déployés à des endroits stratégiques par la mer, ou par voie terrestre.
En cas d'invasion, la Royal Navy aurait navigué vers les lieux de débarquement, ce qui aurait peut-être pris plusieurs jours. On sait maintenant que les Allemands avaient prévu de débarquer sur la côte sud de l'Angleterre ; une des raisons du choix de ce site était que la Manche est étroite et pouvait être bloquée par les mines, les sous-marins et torpilleurs. Alors que les forces navales allemandes et la Luftwaffe auraient fait payer un prix élevé à la Royal Navy, elles n'auraient pas pu espérer éviter une contre-attaque terrestre contre la seconde vague de troupes et de fournitures qui aurait été essentielles à la réussite du plan allemand, même si, les Allemands avaient capturé un port essentiel pour le transport d'équipements lourds. Dans ce scénario, les forces terrestres britanniques aurait affronté les Allemands dans des conditions plus équilibrées, il aurait été seulement nécessaire de retarder l'avance allemande, pour empêcher un effondrement jusqu'à ce que les forces terrestres allemandes eussent été, au moins temporairement, isolées par la Royal Navy, puis de contre-attaquer.
Des études poussées sur l'issue probable de l'invasion, incluant les jeux de guerre à l'Académie royale militaire de Sandhurst en 1974, montrèrent que si les forces allemandes avaient été en mesure d'atterrir et de gagner une tête de pont importante, l'intervention de la Royal Navy aurait été décisive et, même avec les hypothèses les plus optimistes, l'armée allemande n'aurait pas pu pénétrer plus loin que la Ligne GHQ et aurait été défaite,,,,.
Après avoir échoué à obtenir une supériorité aérienne même locale, dans la bataille d'Angleterre, les Allemands ont reporté l'opération Seelöwe sine die. Hitler et ses généraux étaient au courant des problèmes posés par une invasion. Hitler n'était pas idéologiquement engagé dans une longue guerre avec la Grande-Bretagne et de nombreux commentateurs suggèrent que les plans d'invasion allemands étaient une feinte qui ne devait jamais être mise en œuvre.
Alors que la Grande-Bretagne pouvait avoir été militairement sécurisée en 1940, les deux parties étaient conscientes de la possibilité d'un effondrement politique. Si les Allemands avaient gagné la bataille d'Angleterre, la Luftwaffe aurait pu frapper n'importe où dans le Sud de l'Angleterre et avec la perspective d'une invasion, le gouvernement britannique aurait subi des pressions pour y mettre un terme : les multiples préparatifs anti-invasion ont démontré à l'Allemagne et à la population britanniques, que quel que soit ce qui se passait dans les airs, le Royaume-Uni était à la fois capable et désireux de se défendre.